# Vassili Ponikarov
Vassili Andreïevitch Ponikarov (en russe : Василий Андреевич Поникаров ; en ukrainien : Василь Андрійович Понікаров, Vassyl Andriovytch Ponikarov),  né le 26 août 1929 à Dolynske (région d'Odessa, Ukraine) et mort le 16 mai 2014 à Odessa, est un peintre soviétique et ukrainien, membre de l'Union Nationale des Peintres de l'Ukraine (1971), peintre émérite de l'Ukraine (2005).

## Biographie
Vassili Ponikarov est né le 26 août 1929 dans le village Dolynske du raïon d'Ananiv (en) de la région d'Odessa. Son enfance a coïncidé avec la Seconde Guerre mondiale. Après avoir terminé 7 années d'école, il quitte son village natal. Après la guerre, il a poursuivi ses études, d'abord au Collège pédagogique de Makarenko de Tiraspol (1947—1948), ensuite – à l'École des Beaux-arts (en) de Grekov d'Odessa (1949—1958). 
M.I. Jouk (uk), L.E. Moutchnik (uk), L.I. Tokareva-Aleksandrovitch étaient ses professeurs à l'École des Beaux-arts. Léonid Evseevitch Moutchnik en se familiarisant avec des œuvres de Vassili, lui a conseillé: "Tu devrais peindre à l'aquarelle. À mon avis, l'aquarelle, c'est la technique que tu maitrises le mieux". Ponikarov a été appelé sous les drapeaux après la première année de l'École des Beaux-arts. Il a fait son service militaire à Eupatoria (Crimée). Le corps de troupe où Vassili faisait son service militaire, a apprécié le talent du jeune peintre et lui a confié de s'occuper de la propagande visuelle (dépliants, affiches, tableaux). Ponikarov a effectué son service militaire de 3 ans et demi au lieu de 3 ans car il était considéré comme surdoué, son travail était très apprécié. Après la démobilisation, Vassili a poursuivi ses études à l'école des Beaux-arts d'Odessa.
Trois ans après avoir terminé l'École des Beaux-arts Vassili Ponikarov devient étudiant de l'Institut polygraphique de Moscou (1961—1970). Au cours de ces années, I.K. Bourdjelian,, B.A. Cholokhov, G.T. Goroсhtchenko ont été ses professeurs. K.M. Lomykine (ru), N.A. Cheluto (uk), A.L. Yakovlev, ont remarqué les grands progrès de l'habileté du peintre à la sortie de l'institut et ont parrainé l'entrée de Vassili dans l'Union des Peintres de l'URSS (en) (1971). Le bagage de Vassili Ponikarov était déjà composé d'œuvres exposées aux différentes expositions dans l'immensité de l'URSS.
À partir de 1980, Vassili Ponikarov peint tout en voyageant à bord du navire "Fedor Shalyapin" où il travaille en tant que peintre à plein temps. Vassili peint beaucoup de tableaux où il dépeint ce qu'il a vu en Italie, en France, en Espagne, en Turquie, en Égypte, en Allemagne.

## Œuvres
Paysage et nature morte – c’étaient les genres préférés de Ponikarov. Il peignait et travaillait sur un papier préalablement humidifié, ce qui enlève aux touches de peinture toute rigidité. Vassili Ponikarov peignait à l'aquarelle "propre" (en aquarelle transparente), il ne combinait pas l'aquarelle avec d'autres techniques et n’utilisait pas de pigments blancs pour obtenir la couleur blanche. La couleur blanche, c’est uniquement le blanc du papier (les zones du papier laissé vierge).
Parmi les paysages de Ponikarov il y a de nombreuses œuvres représentant Odessa et ses environs,  étant donné que presque toute la vie du peintre est liée avec cette région. Des exemples de telles œuvres: "Arcadia" (1984), "Dans la courette d’Odessa" (1984), "L'hiver sur la grande Fontaine" (1986), "Odessa. Boulevard prolétarien" (1986), "Illitchiovsk. Phare" (1986). A côté de cela, de nombreuses aquarelles ont été créées en voyages, dans les républiques soviétiques et à l'étranger: "Dombaï" (1972), "Pins de Carélie" (1975), "Lac à Sedniv" (1980), "Bouleaux caucasiens" (1981), "Rozloutch. Carpates" (1983), "Holossievo. Étangs" (1984), "Vilkovo" (1987). Les cycles d'œuvres "Monuments d’ancienneté", "Canal Dniepr-Donbass", "Réserve naturelle de Pouchkine", "À Hourzouf" ont été aussi créés en voyages qui lui ont servi de source de nouvelles impressions. Les cycles de peintures créés à l'étranger contiennent des vues de Paris, Rome, Londres, Prague, Barcelone, Budapest, Istanbul, Jérusalem et du Caire. 
Dans les natures mortes du peintre un rôle important est attribué aux dons  généreux de la nature du sud de l'Ukraine – aux légumes et fruits mûrs et juteux, aux fleurs vives. Les aquarelles des fleurs, unies dans des séries, ont apporté à Vassili un grand succès. M. Sheriff, critique d'art d'Alexandrie, l’a nommé "Roi des fleurs et empereur des tournesols". Vassili Andriïovytch travaillait beaucoup et constamment sur les compositions de fleurs, en poussant les images tout près vers les cadres des peintures pour les rapprocher au maximum du spectateur. Les fleurs étaient dépeintes en manière d'esquisse, sans contours, ce qui permet de reproduire la floraison, le bruissement, l’odeur.
En principe, Vassili Ponikarov dessinait d'après nature en terminant l'aquarelle en une seule séance. Souvent, il ne planifiait pas à l'avance son travail. Ainsi, en s’en allant quelque part dans sa voiture, Vassili pouvait s’arrêter au milieu d'un champ fleurissant et se mettre à peindre. Vassili Andriïovytch, en créant quelques feuilles par jour, en un demi-siècle de son activité créatrice a peint des dizaines de milliers d'œuvres, dispersées dans le monde entier. Ponikarov, selon la critique d'art Irina Timokhova, est l'un des peintres les plus productifs. En ce sens, sur les pages du journal "Vétchernyaya Odessa (en)" (russe : Вечерняя Одесса, littéralement Odessa de soir) elle l’a comparé avec le peintre Ivan Aïvazovski.

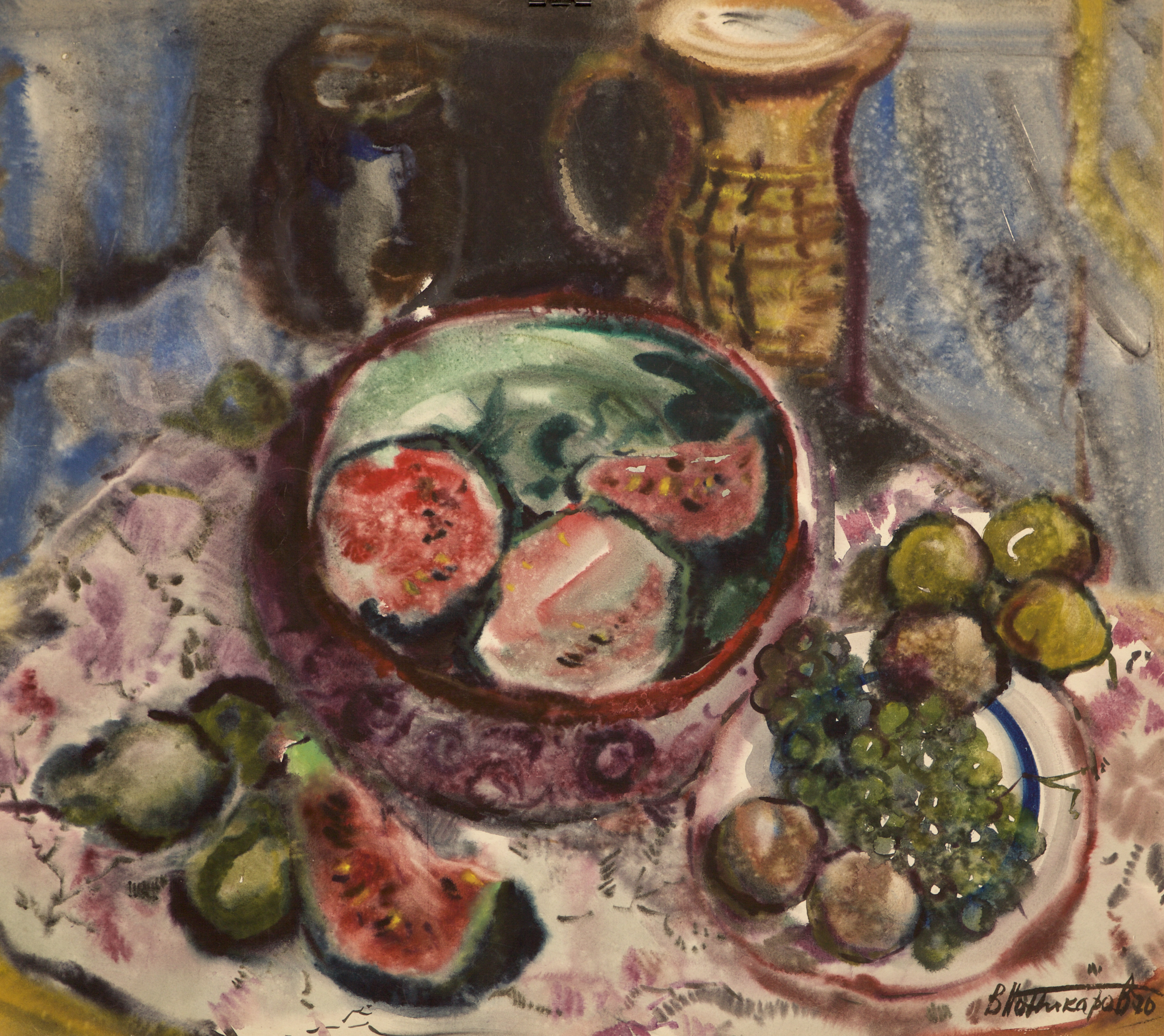
«Pastèques, raisin, poires», (75.5х68, 1970)
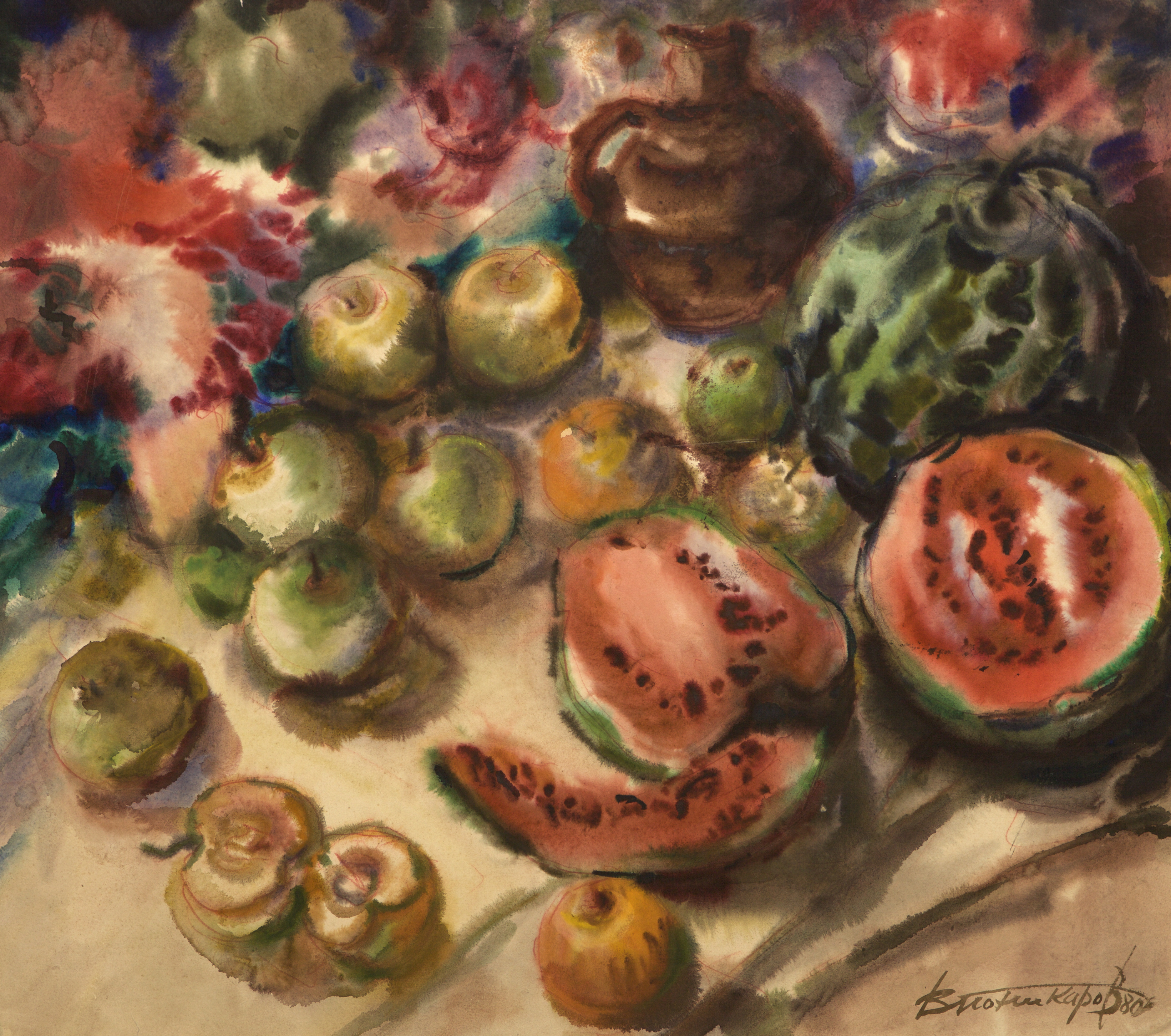
«Pastèques, fruits», (68х61.5, 1980)
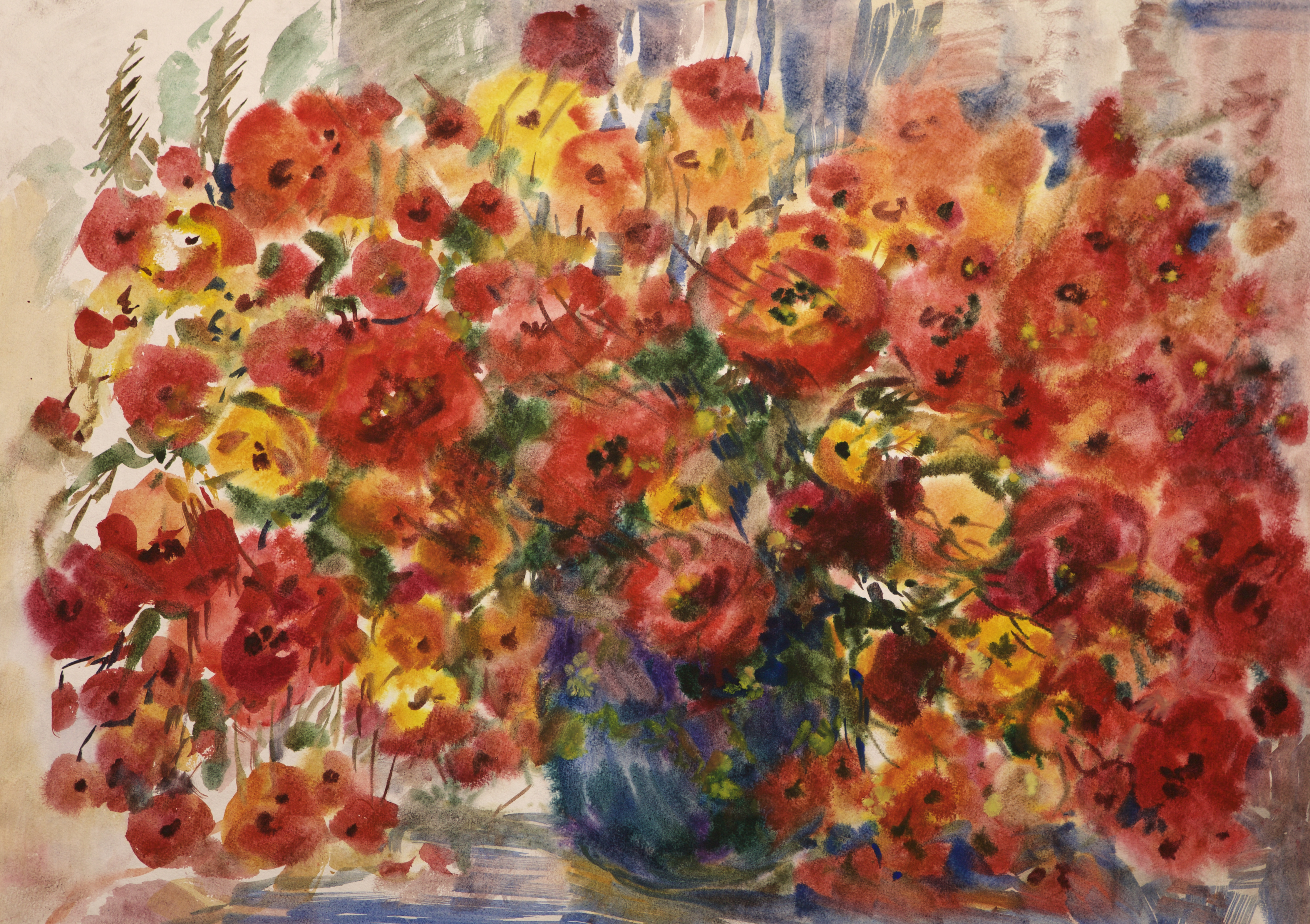
«Bouquet, coquelicots», (86х60.5, 2000)
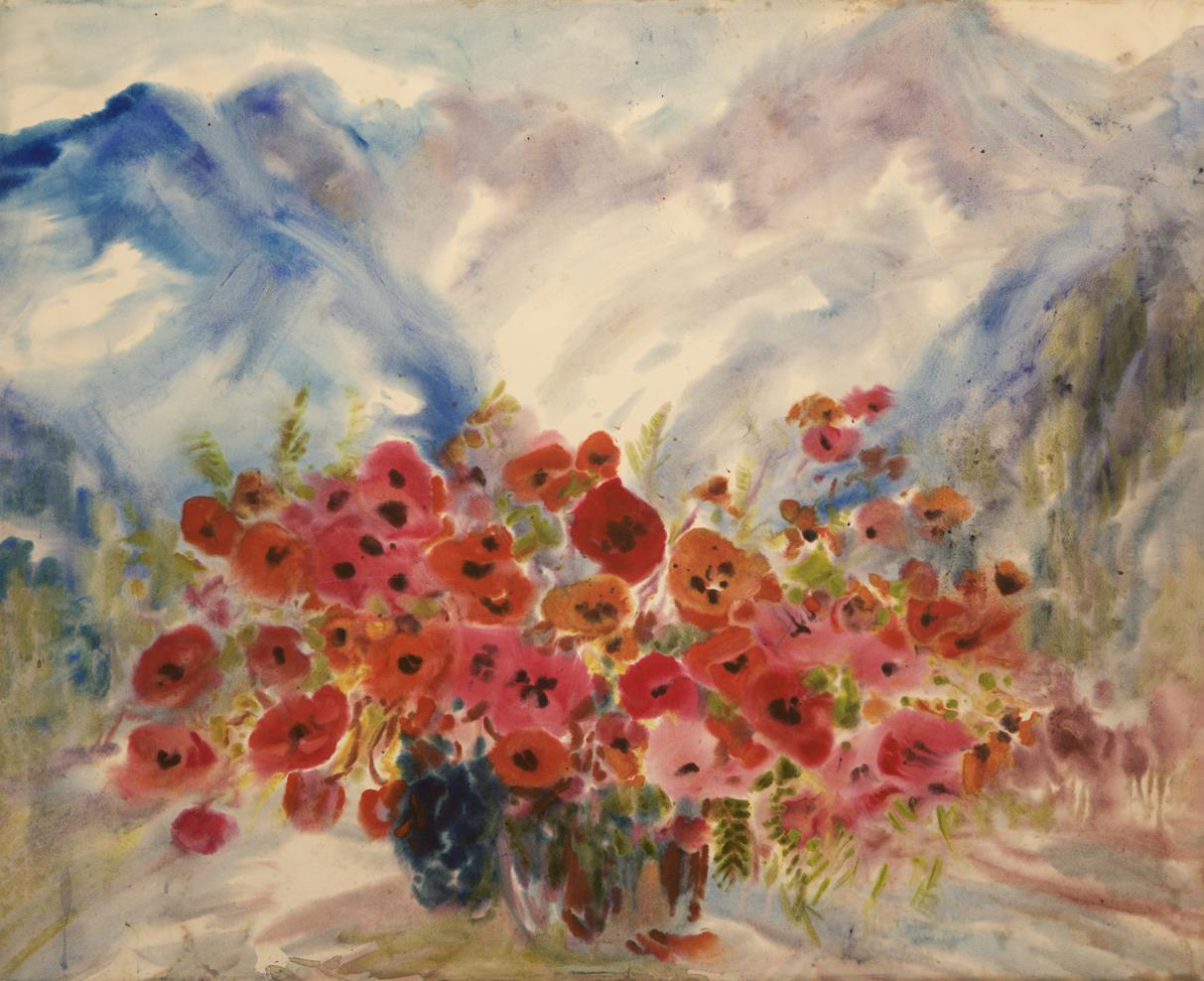
«Bouquet, coquelicots, montagnes bleues», (111.5х90, 1995)
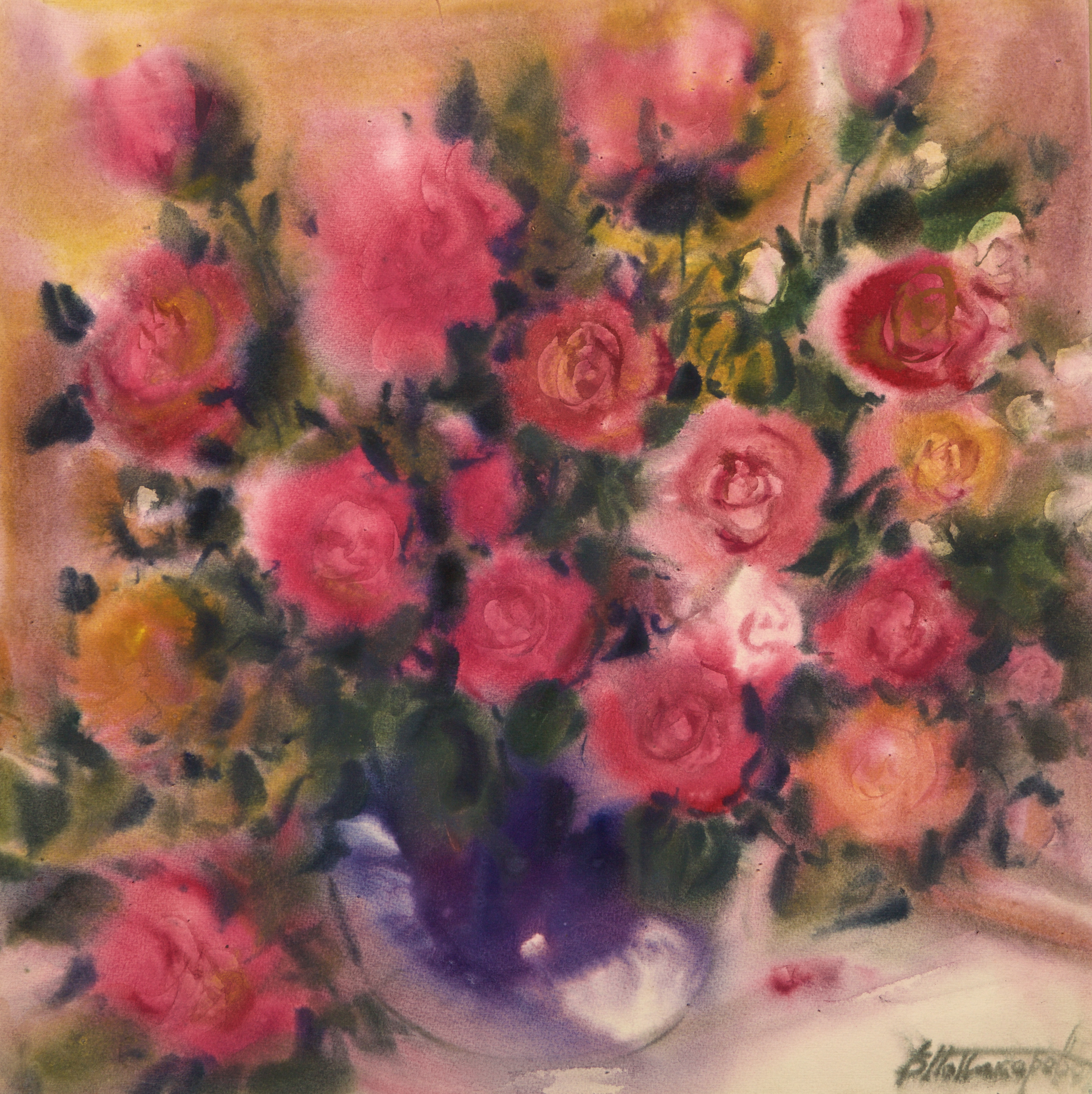
«Bouquet, roses», (60x60, 1993)
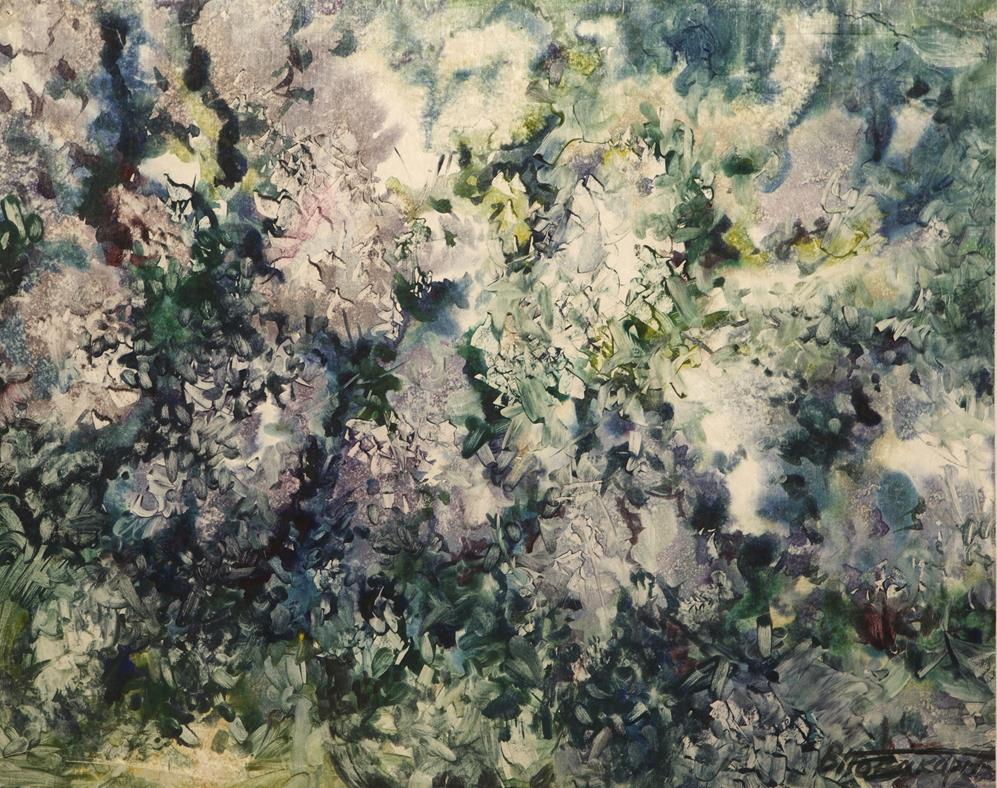
«Bouquet, lilas», (65х53, 2000)
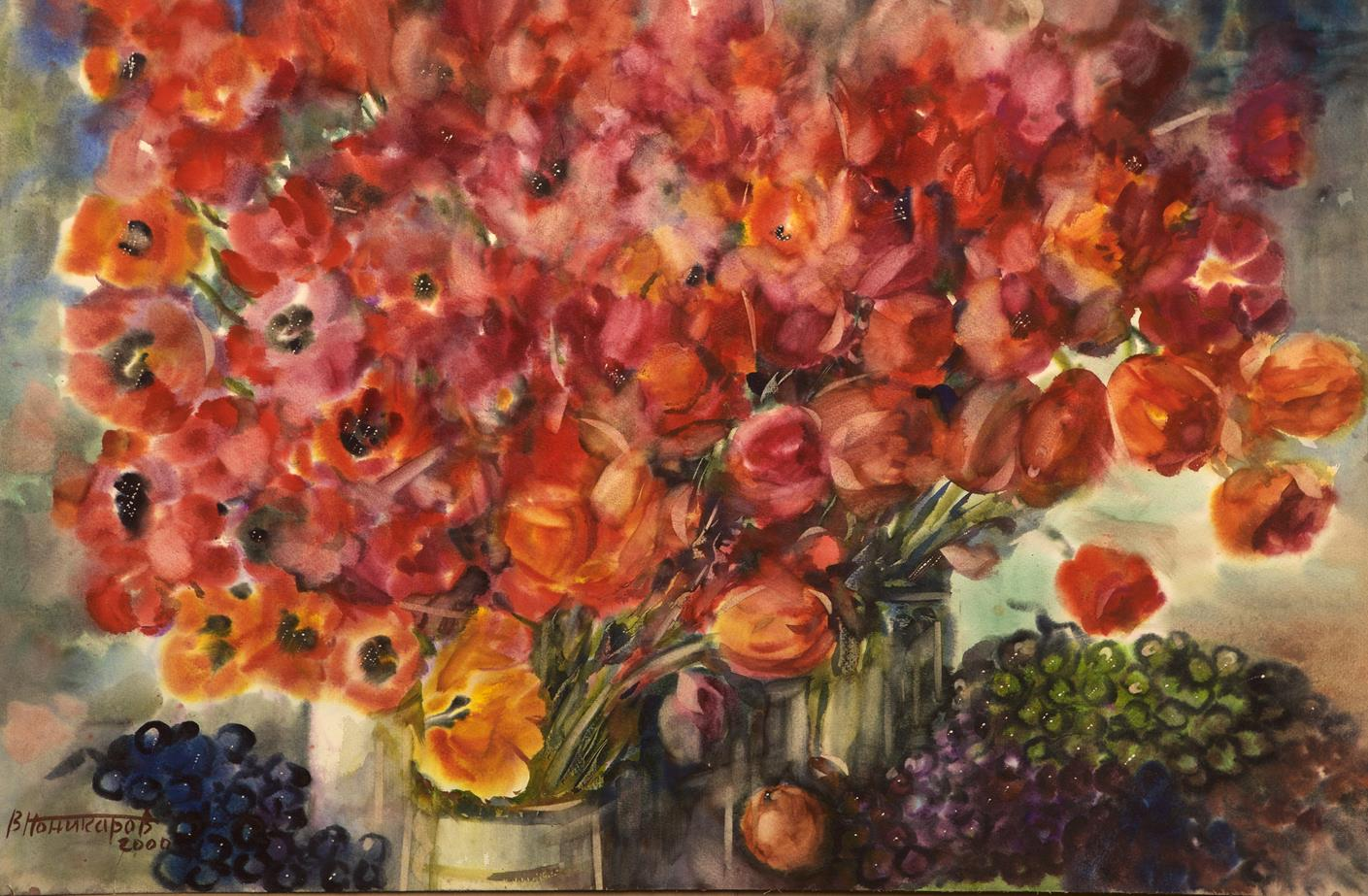
«Bouquet, tulipes, coquelicots, raisin», (100х65.5, 2000)
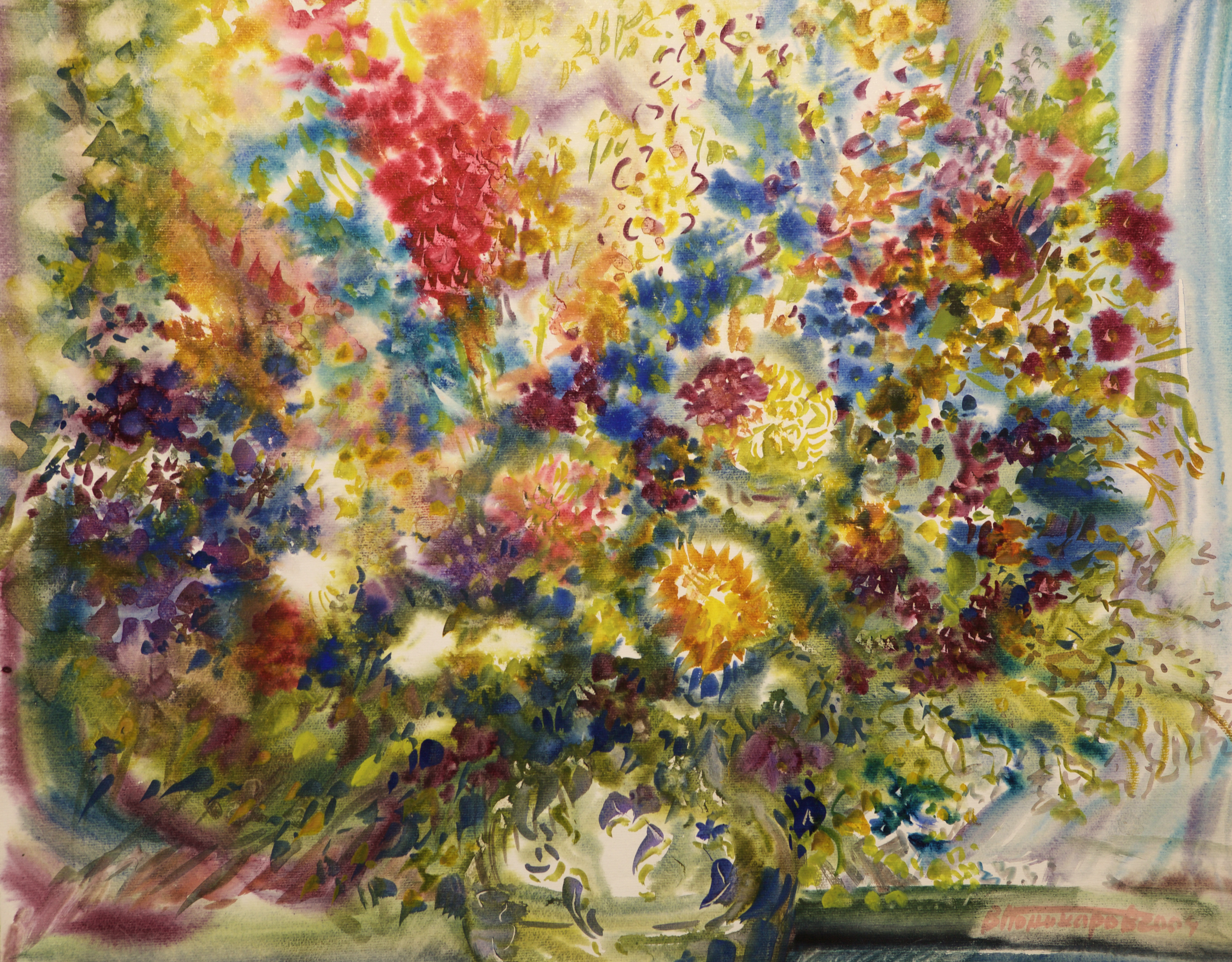
«Bouquet, fleurs», (81х65, 2004)
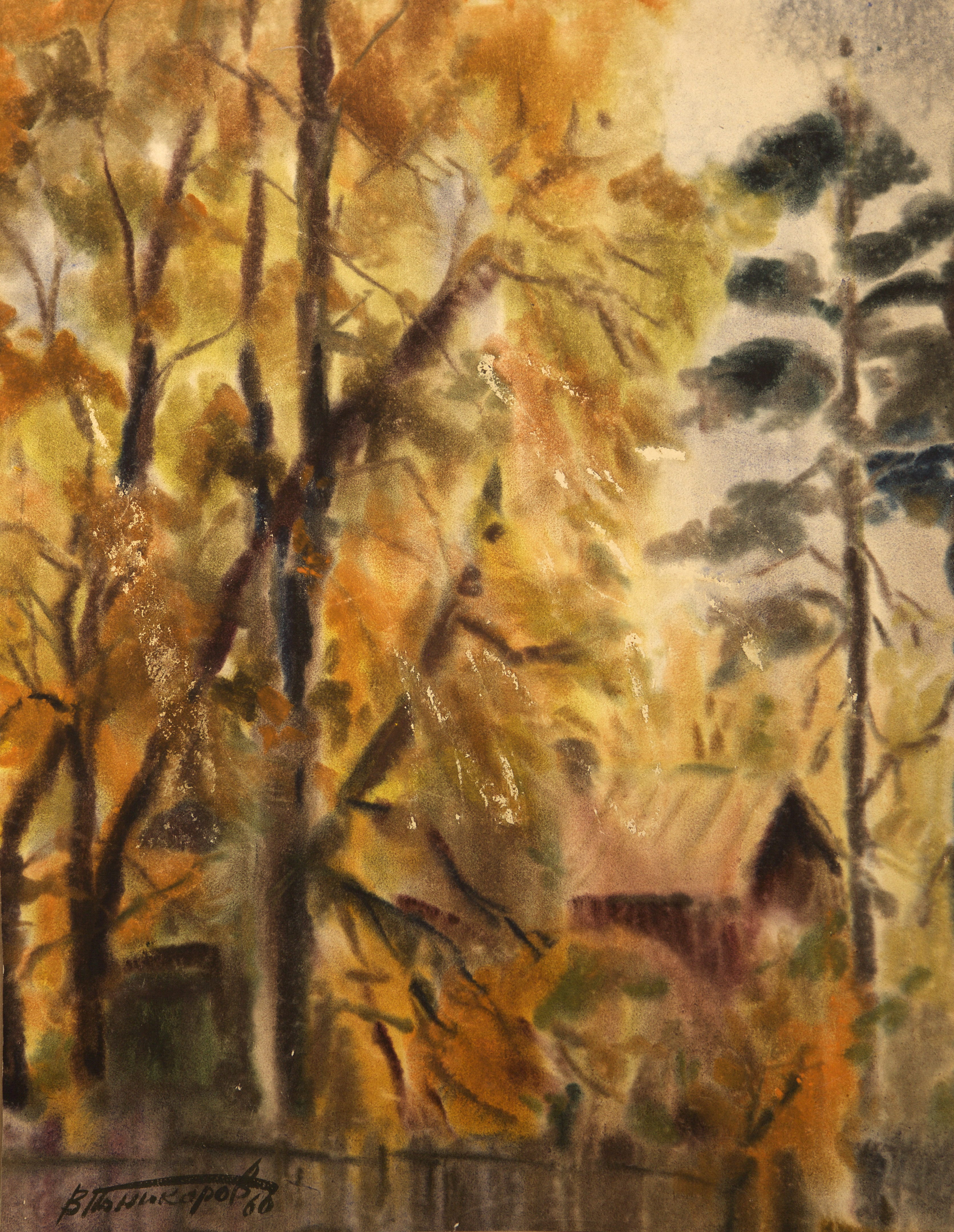
«Arbre, automne», (52×69.5, 1960)
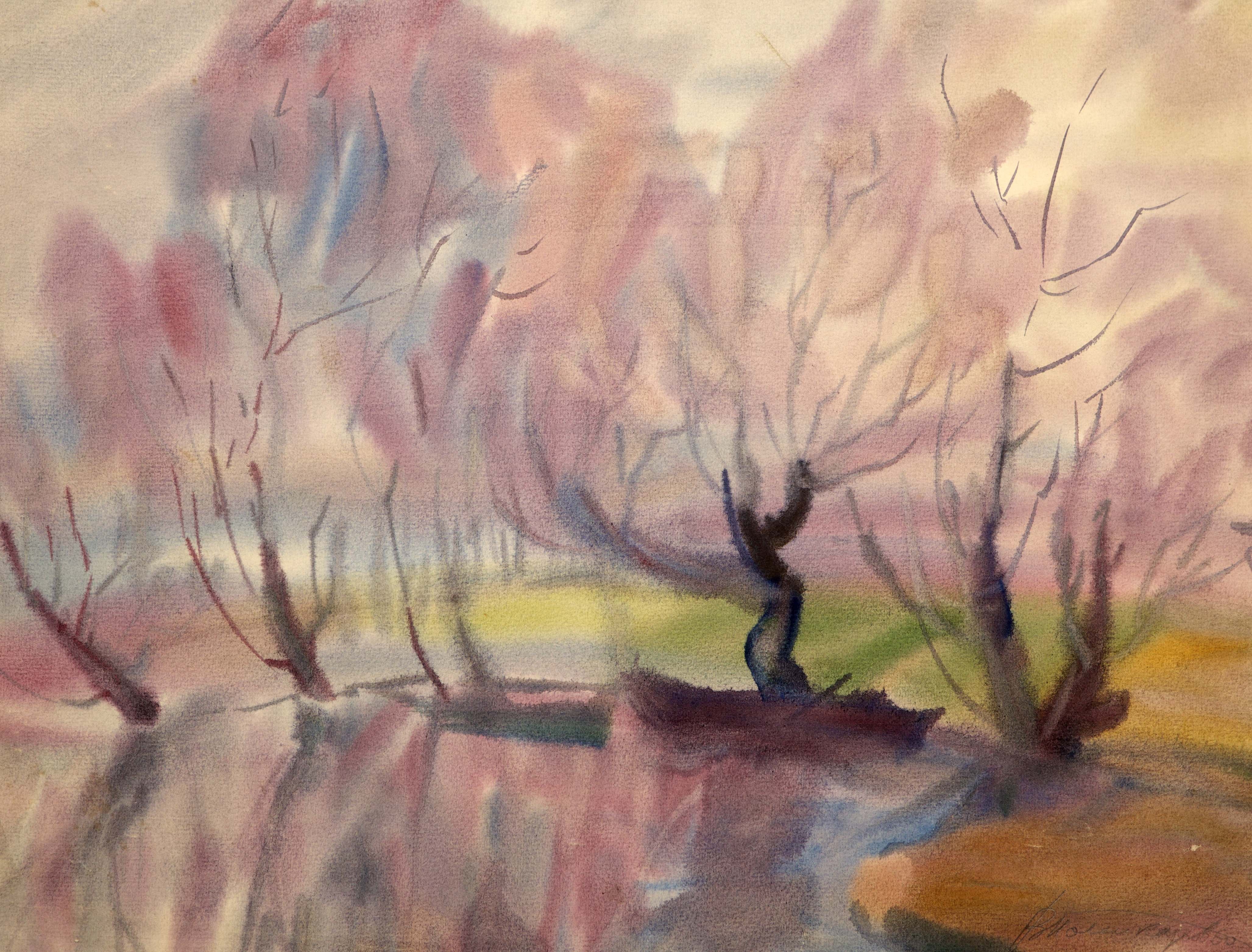
«Arbres, lac», (47.5×36, 1960)
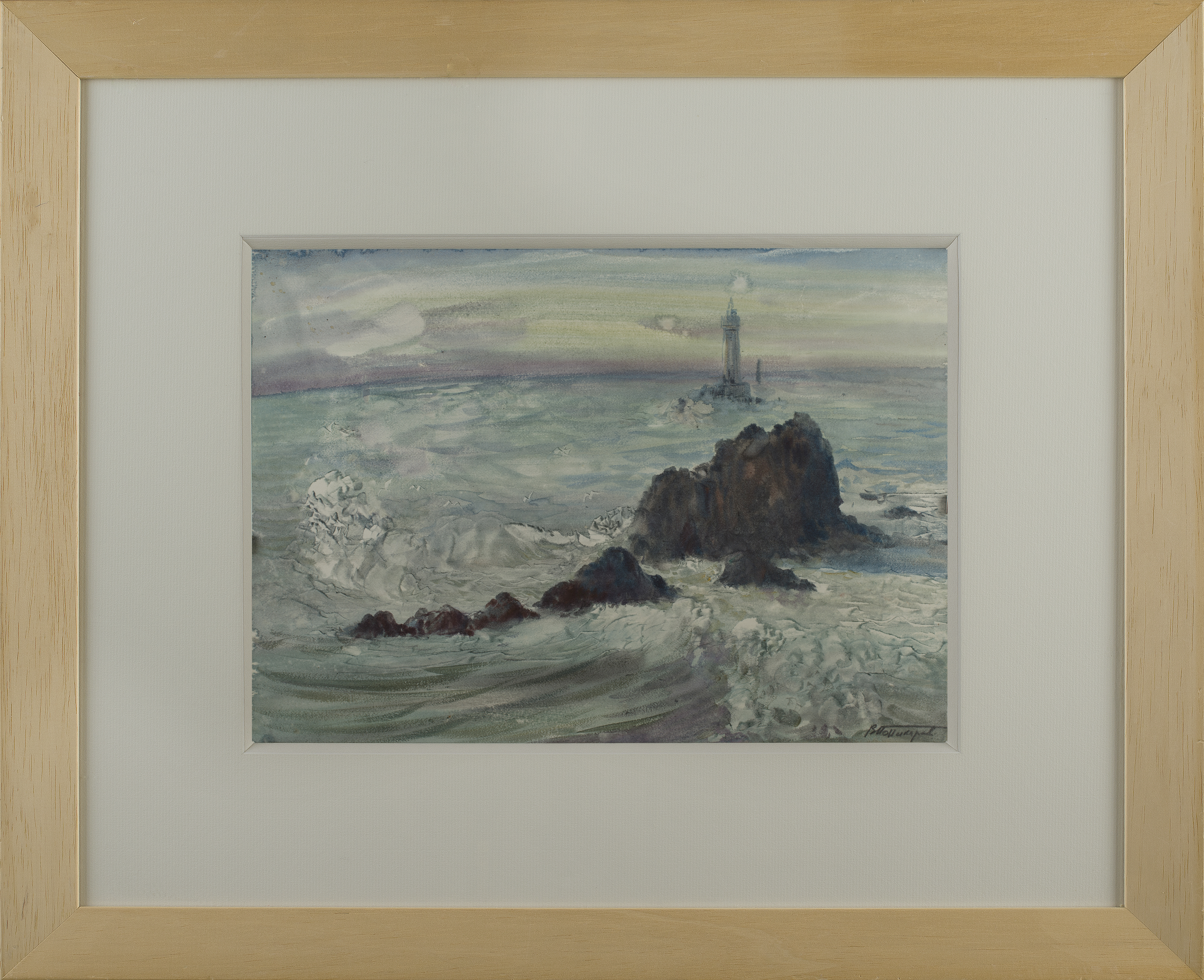
«Bretagne»
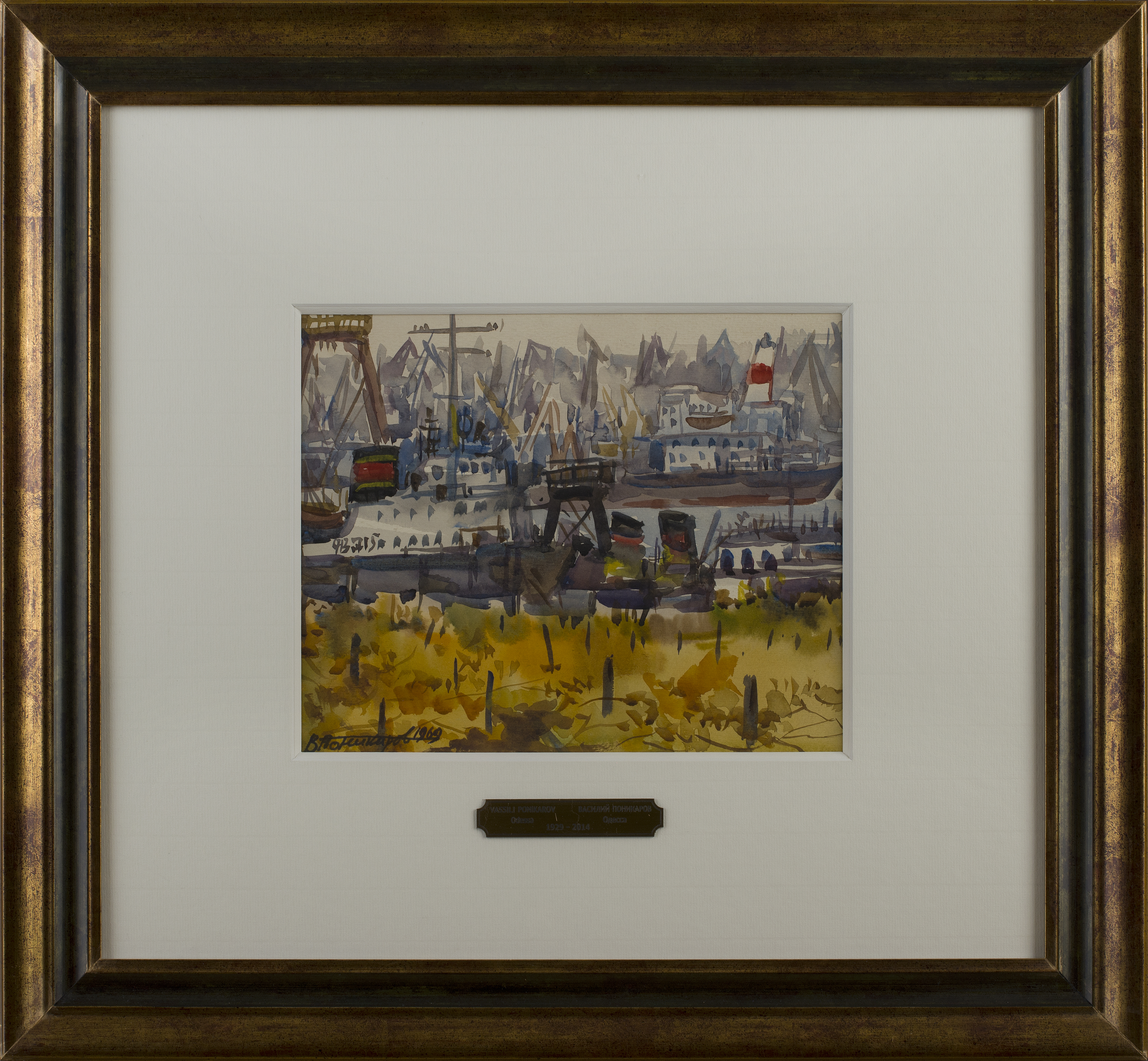
«Port d'Illitchiovsk», (1969)
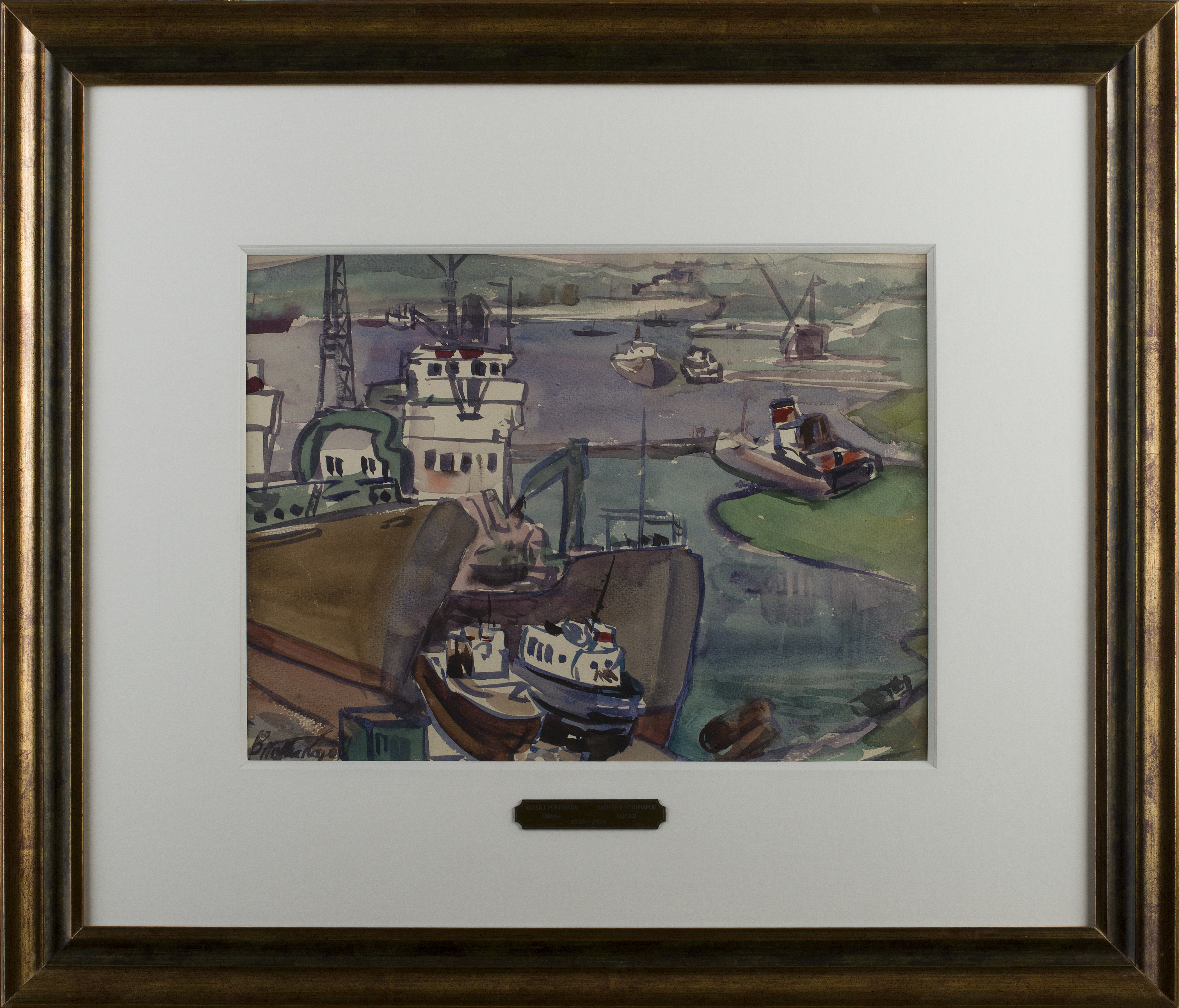
«Port d'Illitchiovsk»
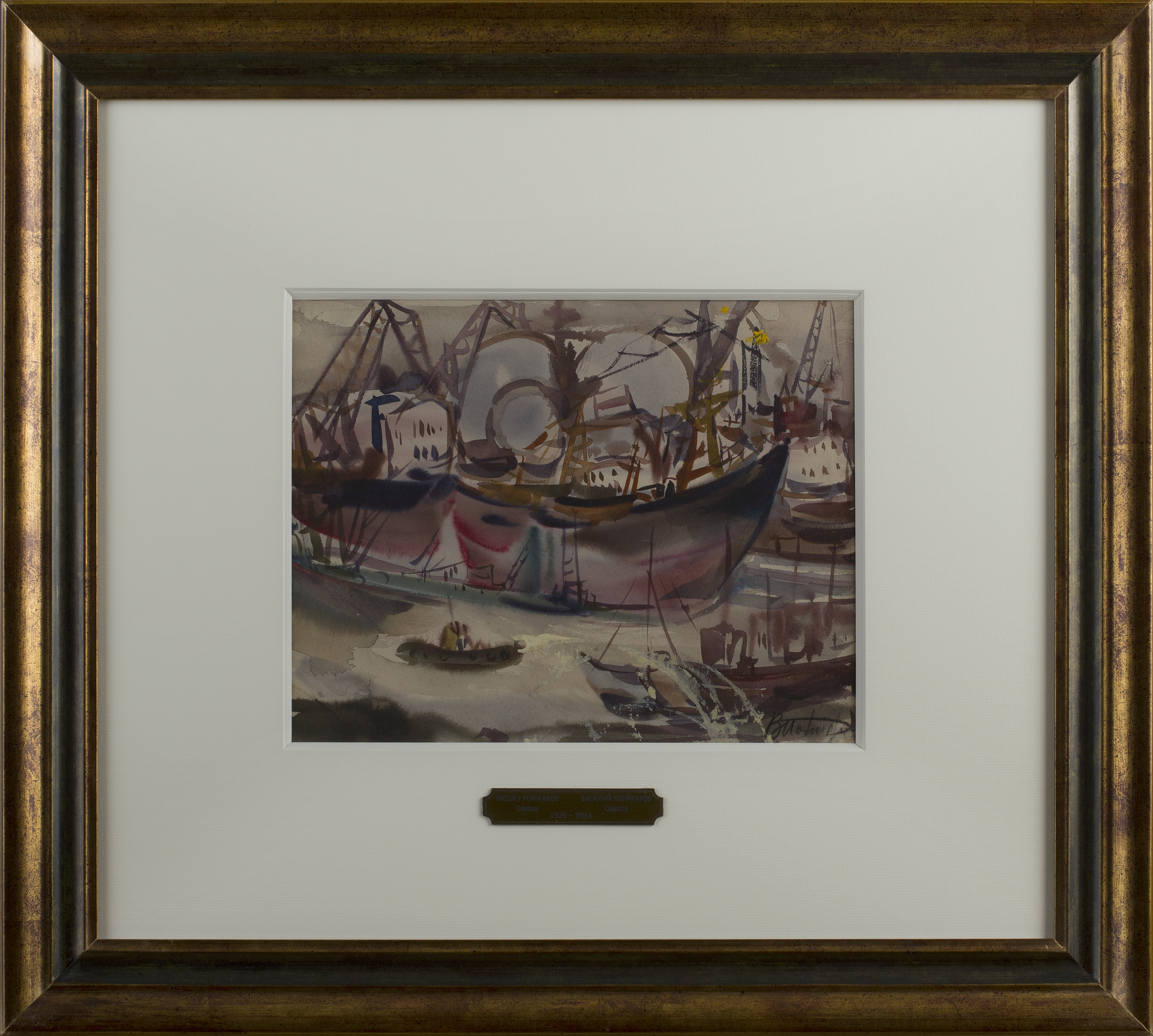
«Port d'Illitchiovsk, bateaux»
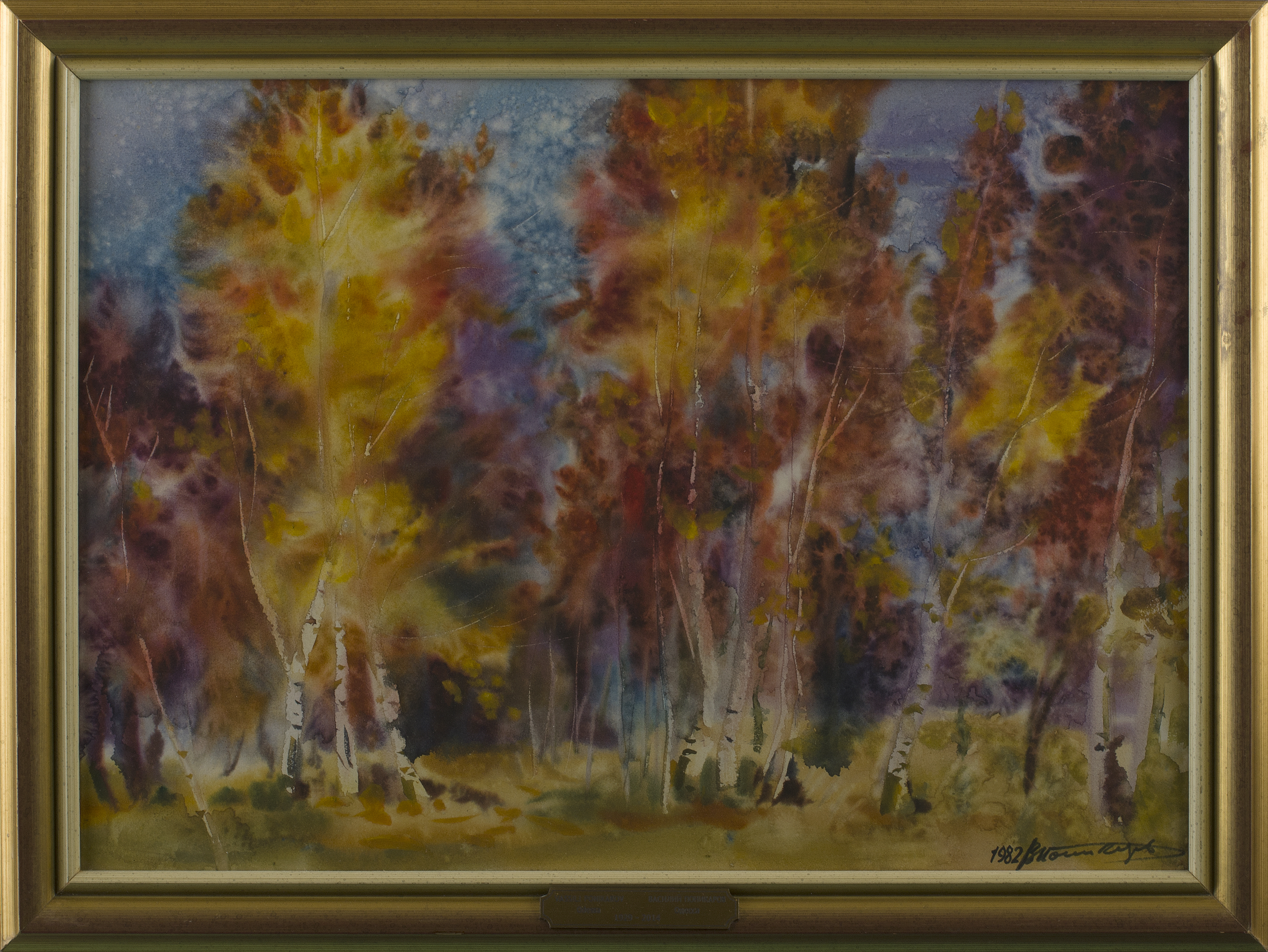
«Forêt», (1982)
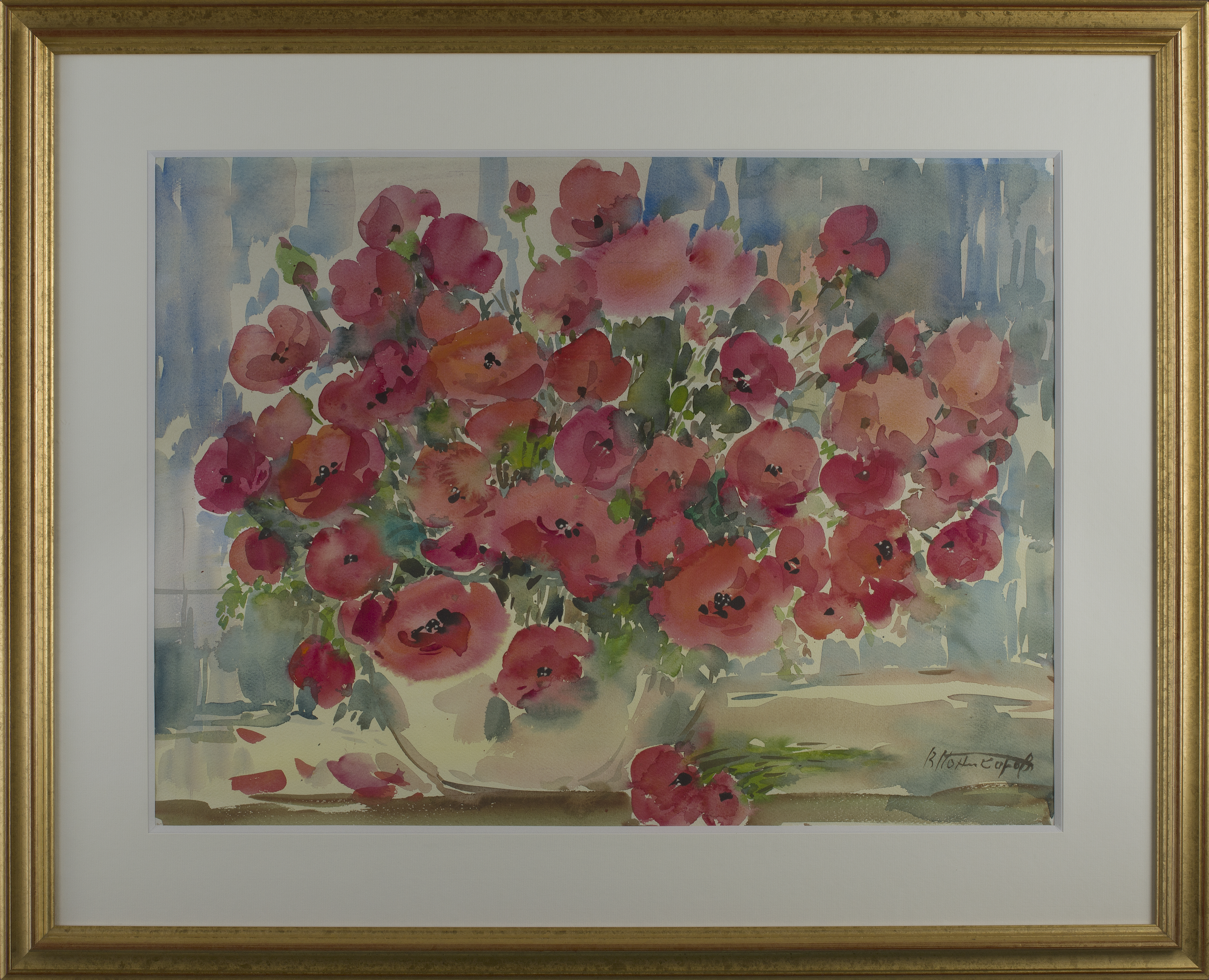
«Coquelicots»
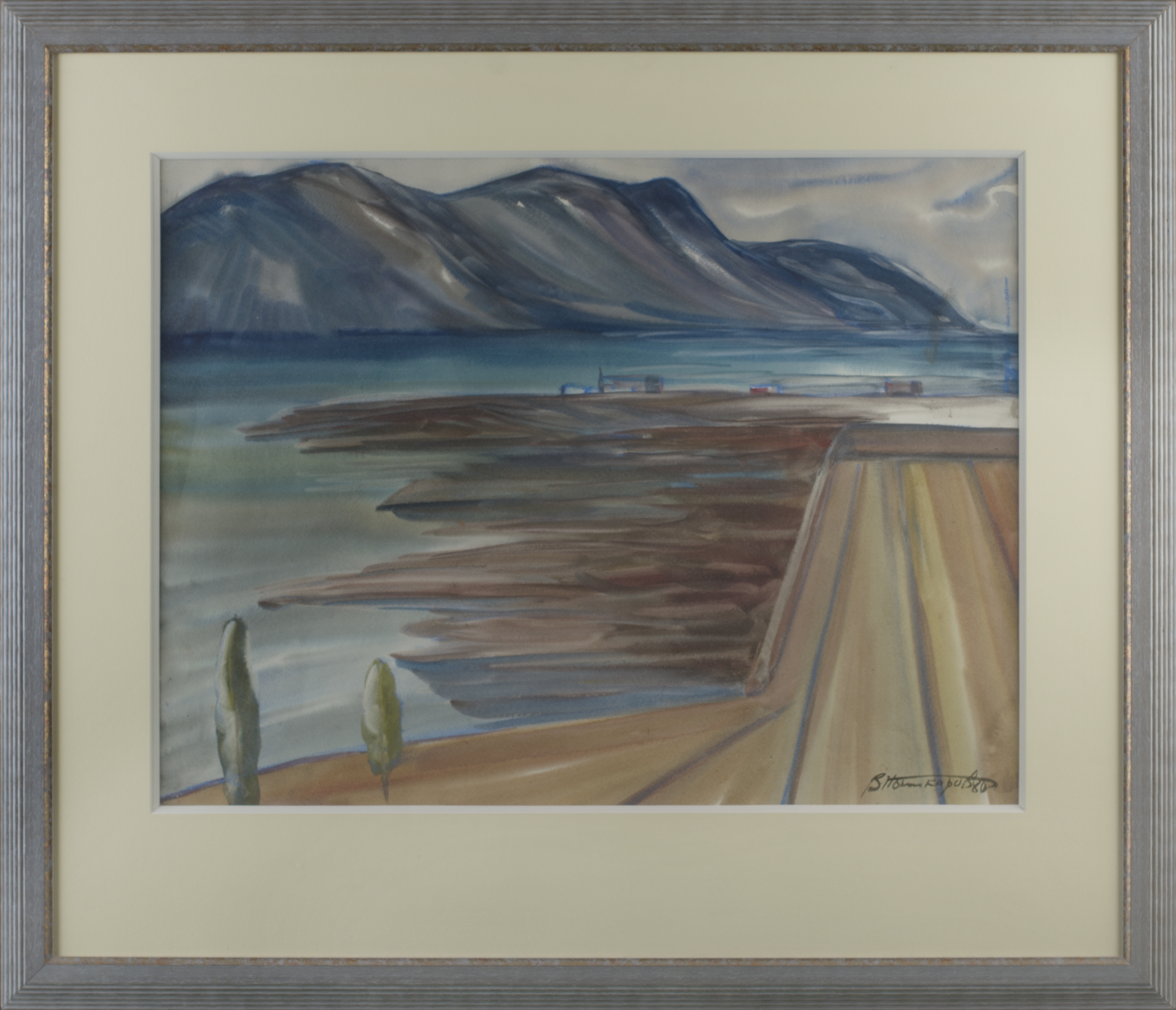
«Paysage marin», (1980)
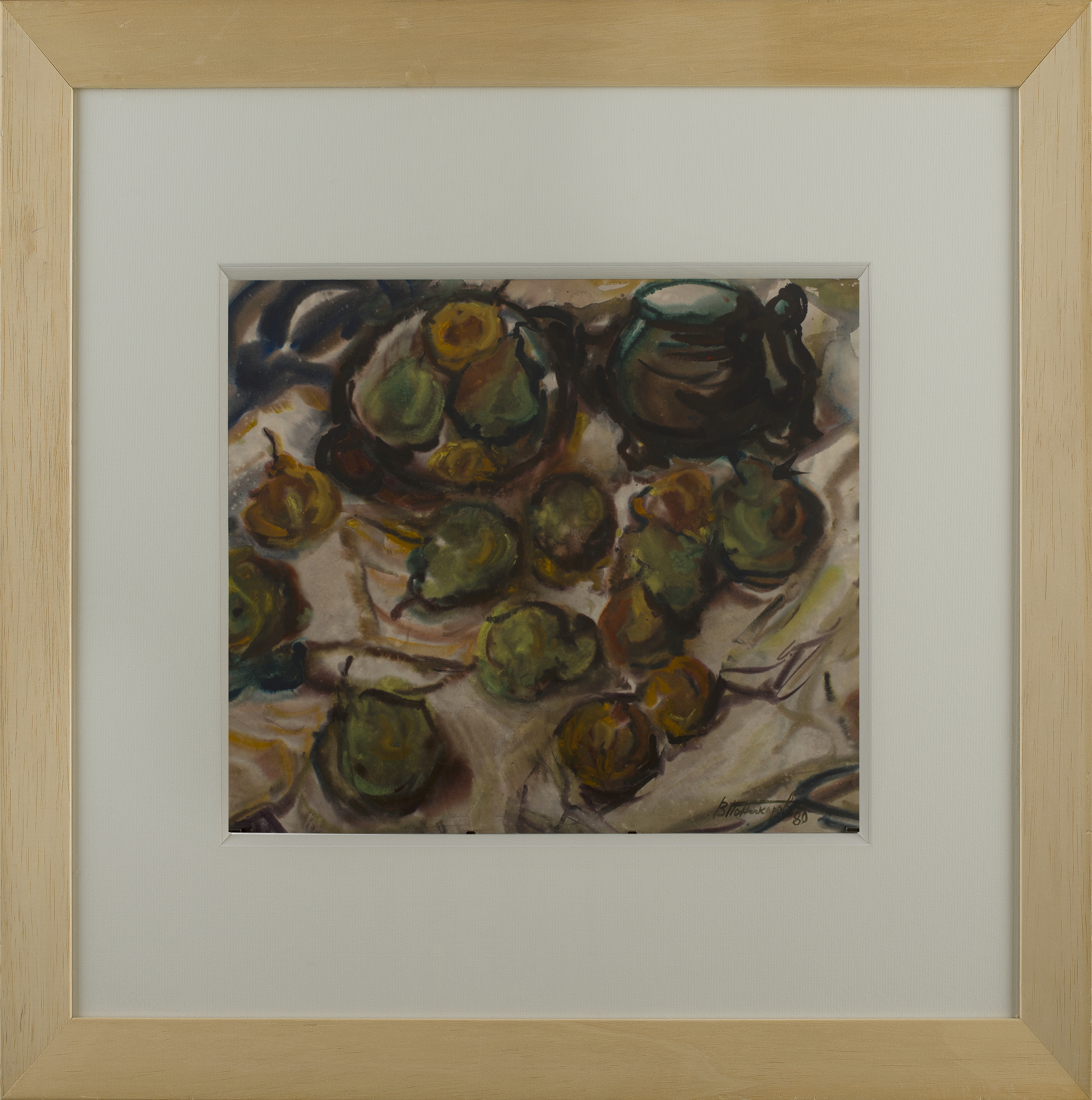
«Nature morte», (1980)
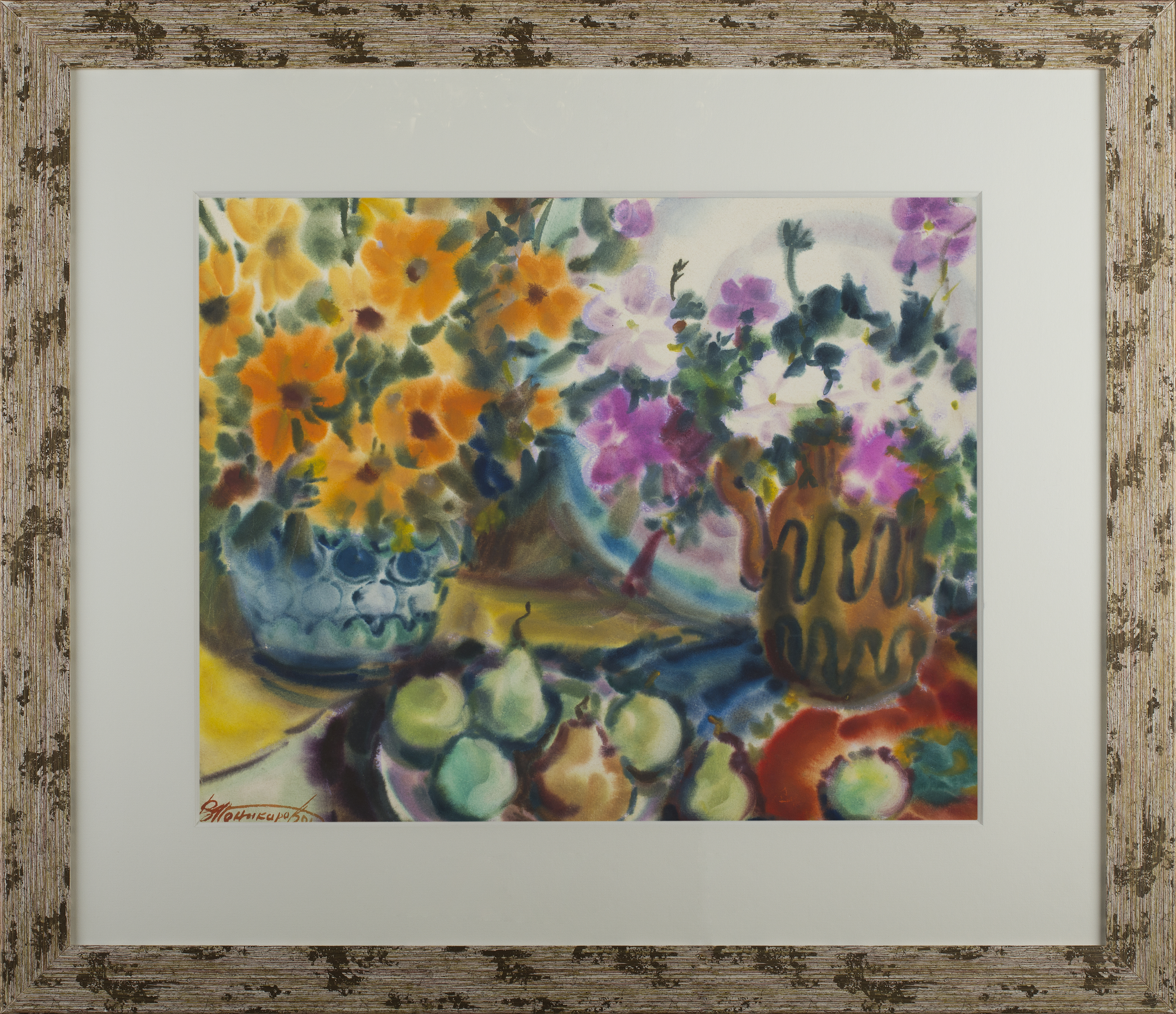
«Nature morte», (1991)
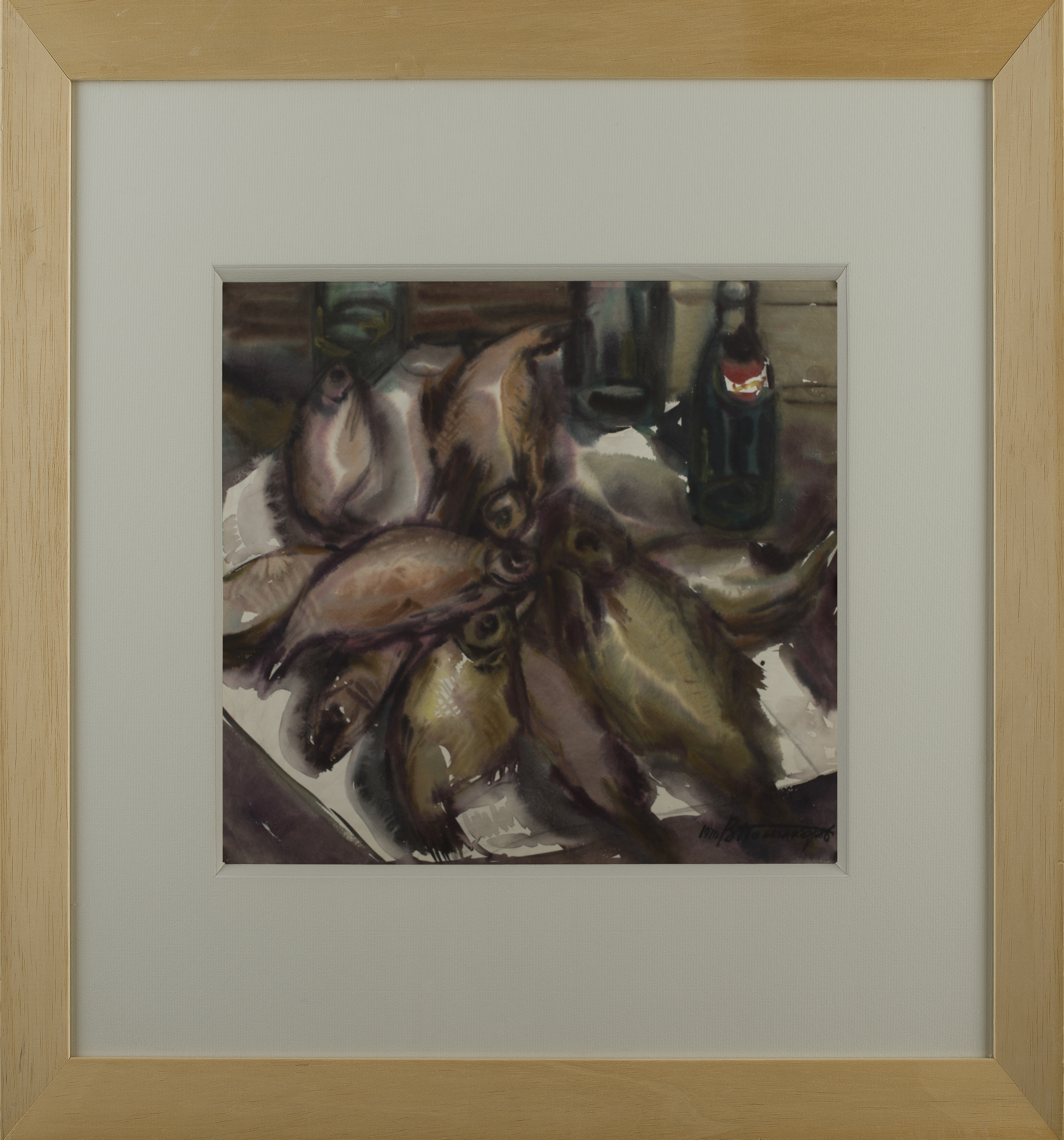
«Nature morte avec poisson», (1970)
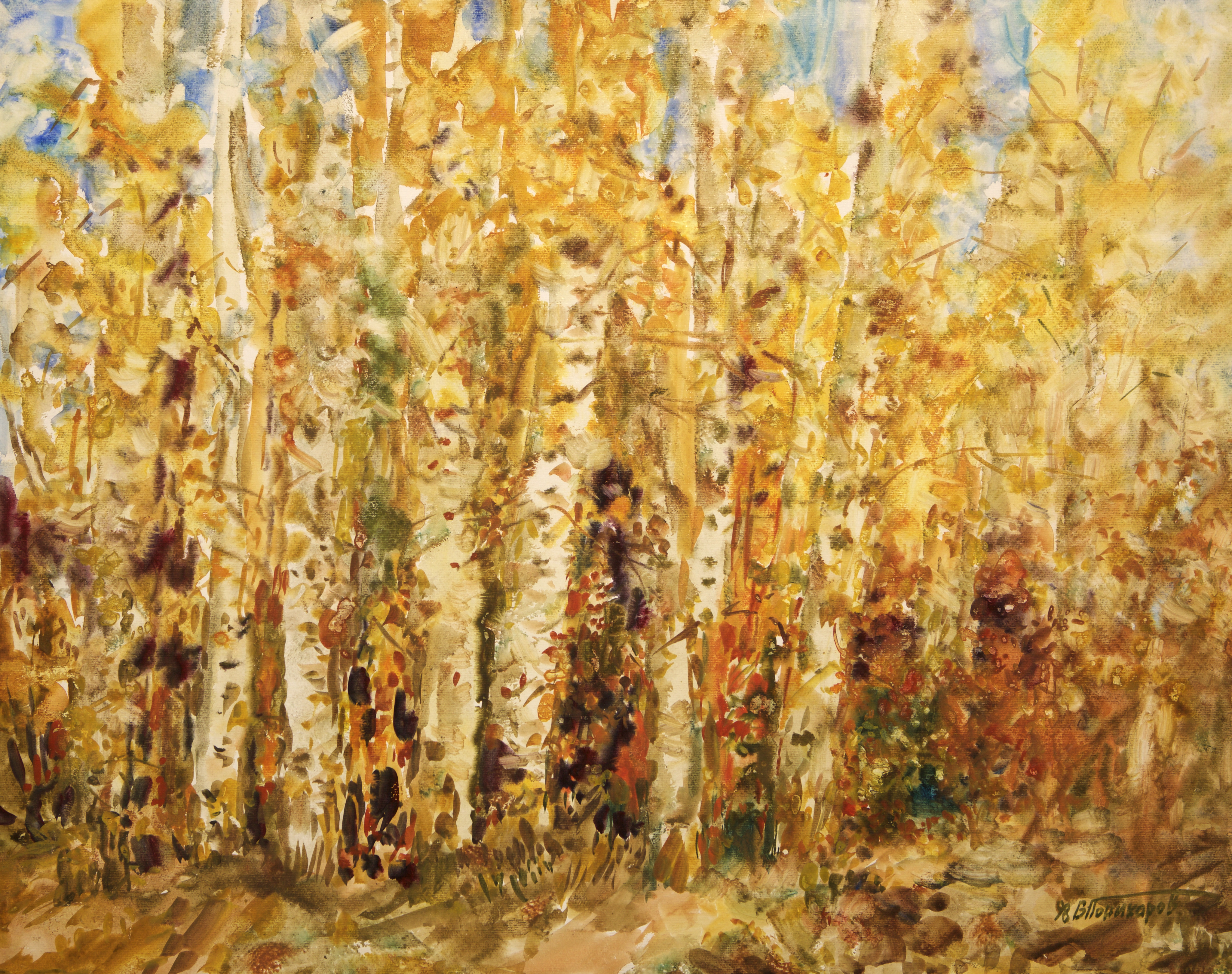
«Forêt, bouleaux, automne», (89х72, 1998)
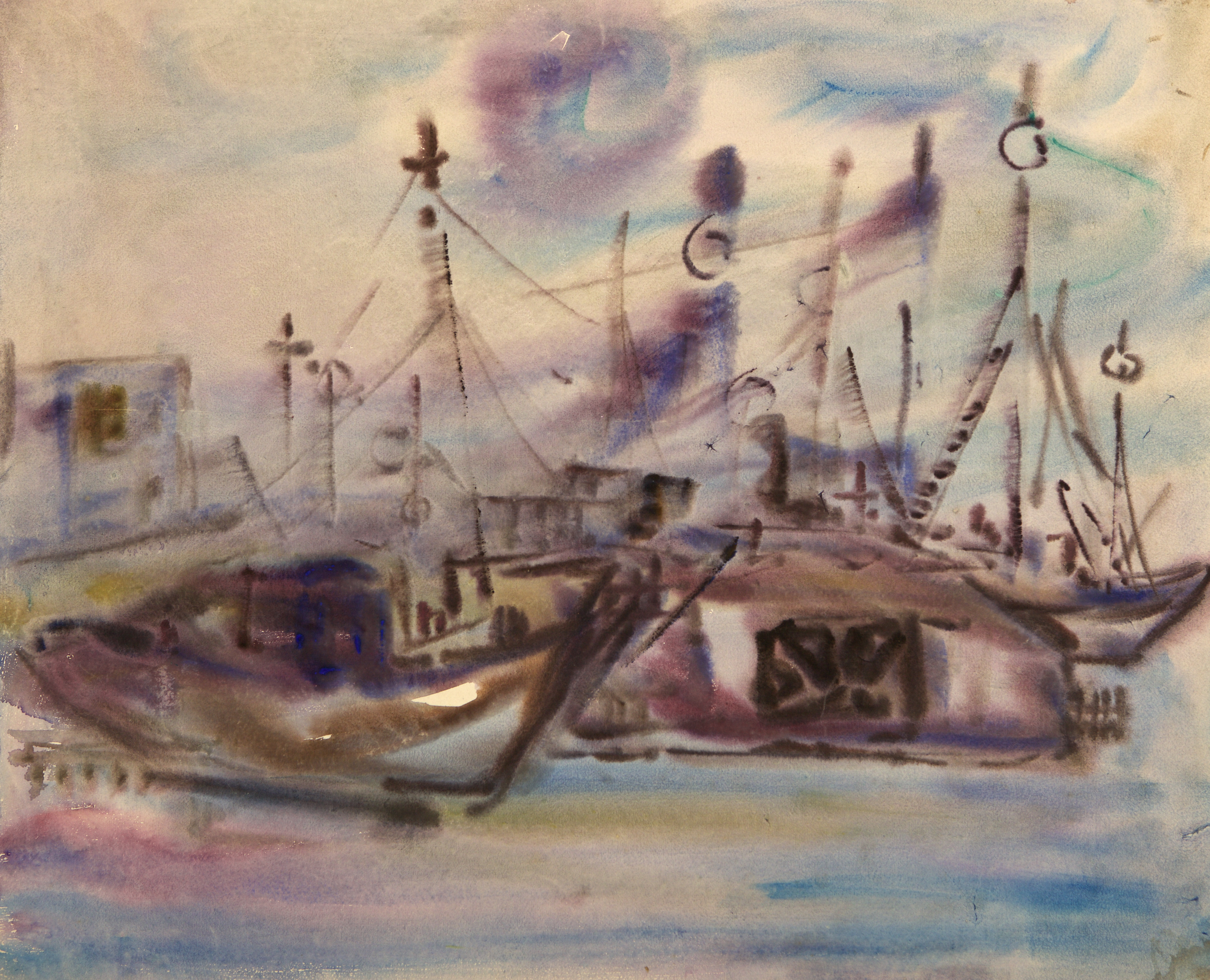
«Mer, barques, matin», (65х55, 1980)
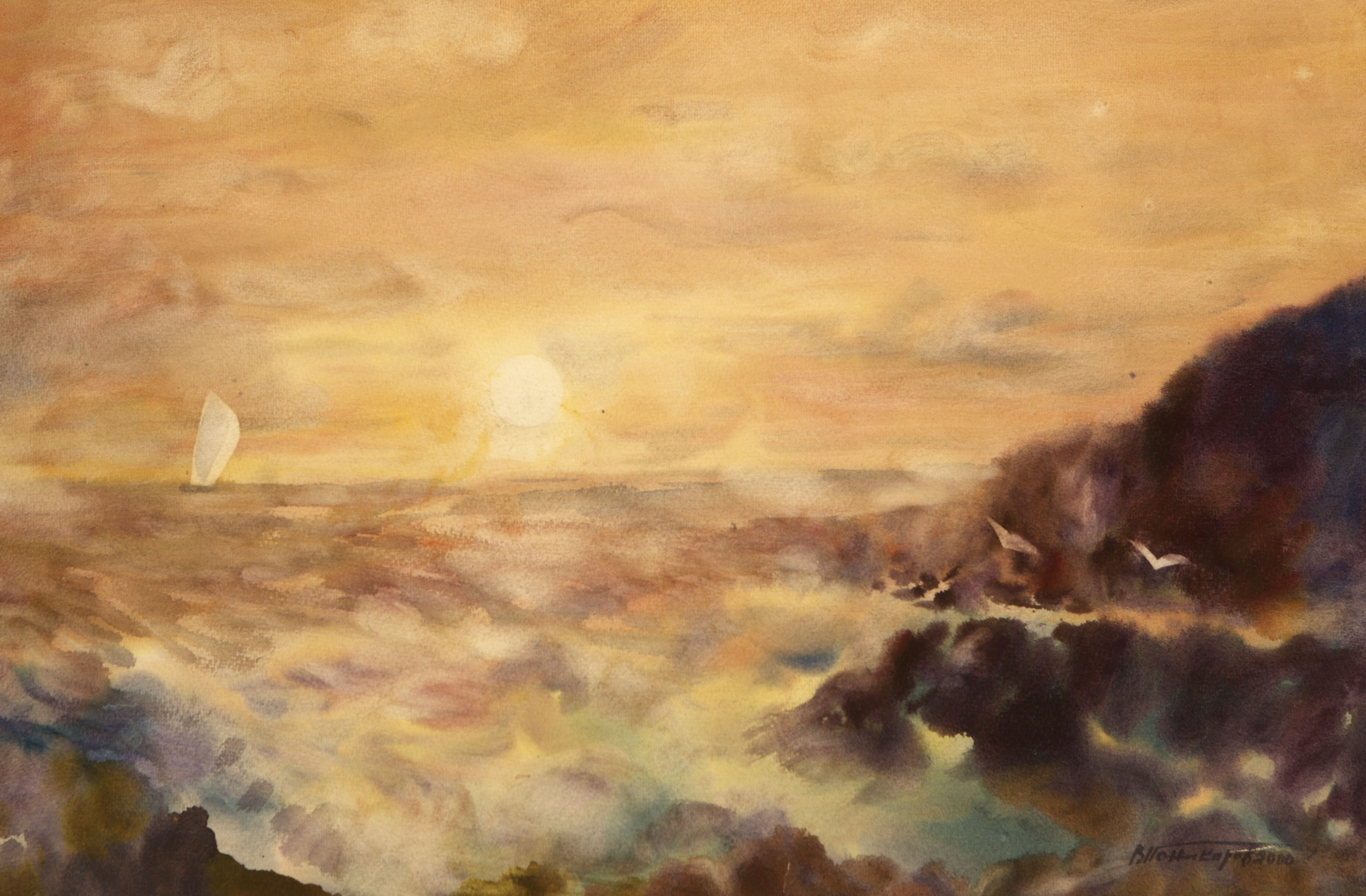
«Mer, volier, rocher, coucher du soleil», (68.5х46, 2000)
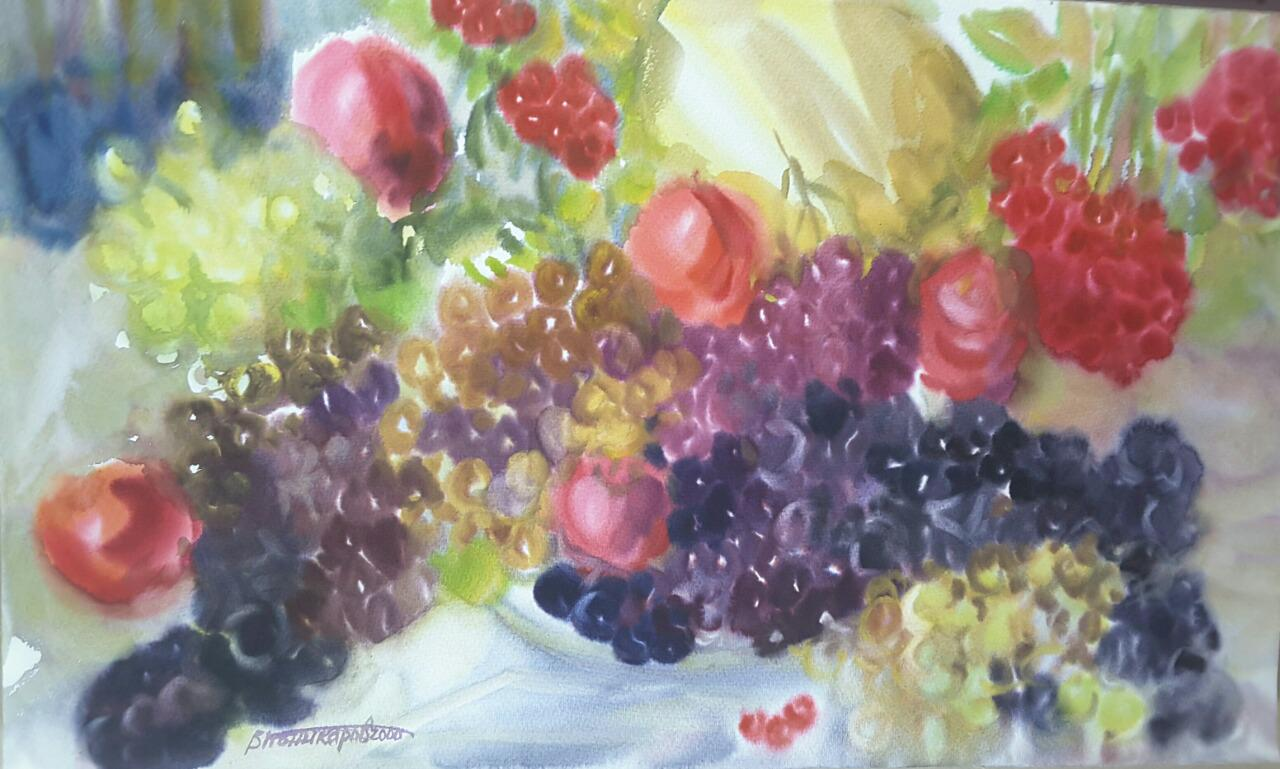
«Nature morte avec melon et raisin», (2000)
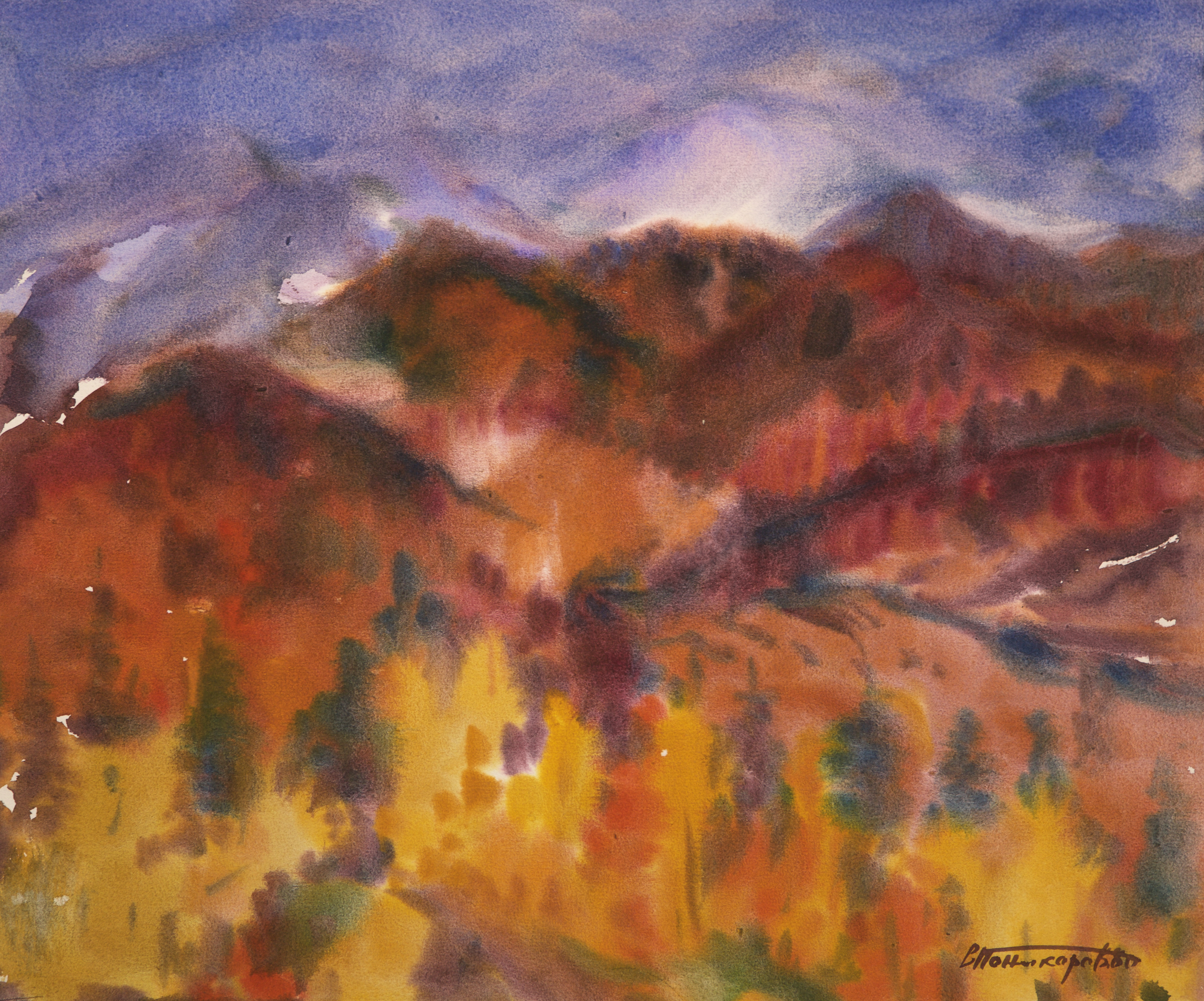
«Automne, arbres, montagnes», (43х36, 1980)
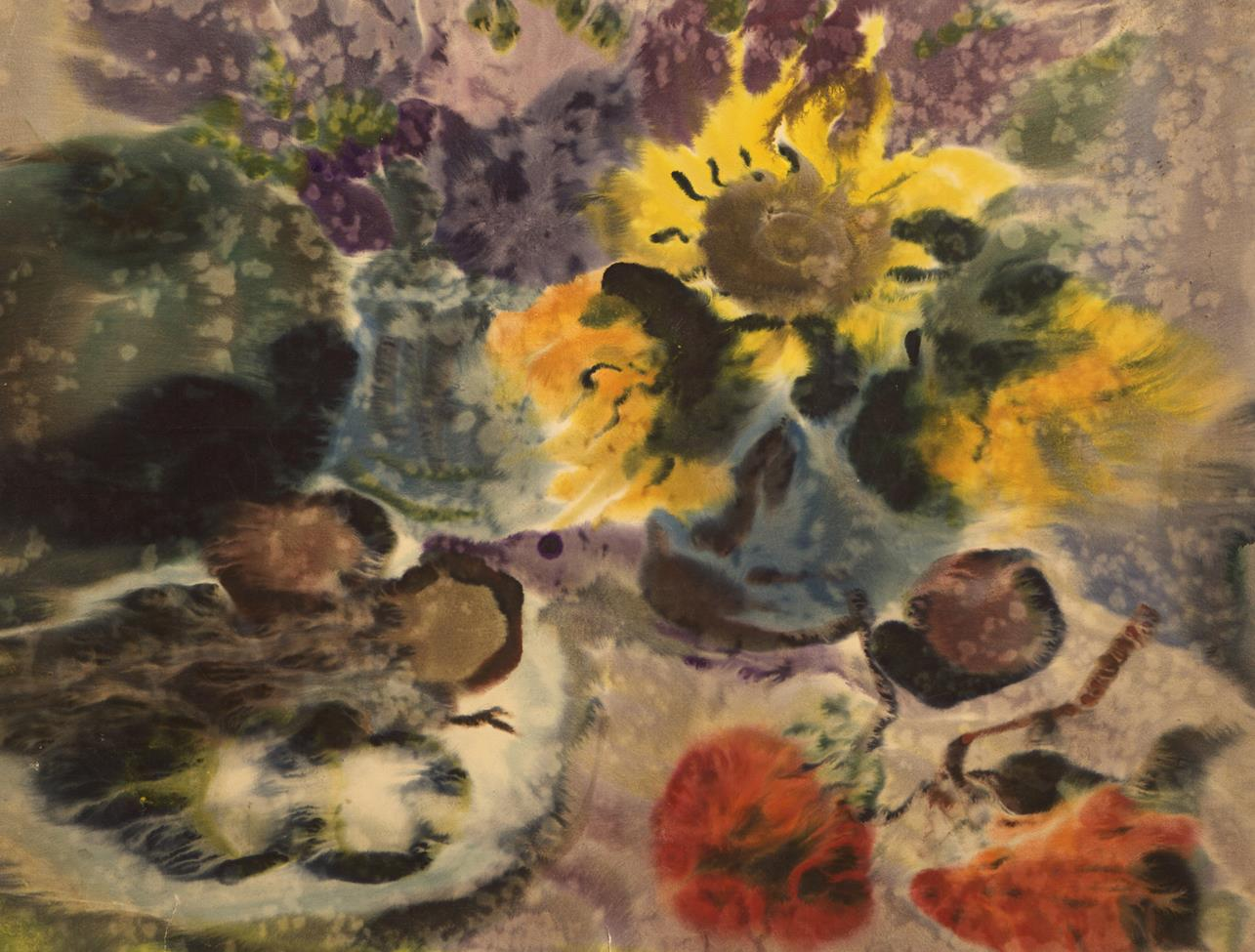
«Tournesols, viorne», (76х60.5, 1985)
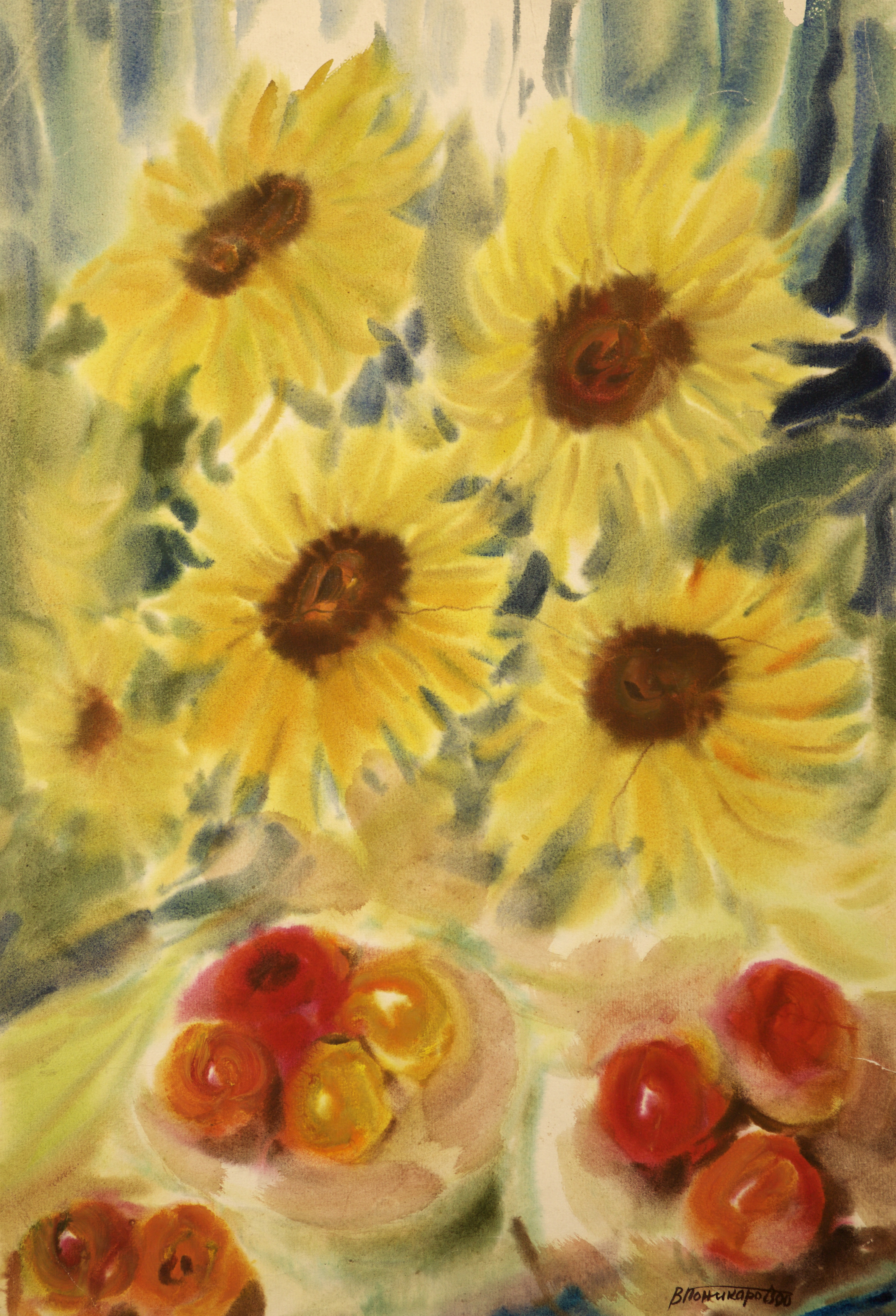
«Tournesols, pêches», (47х69.5, 1990)
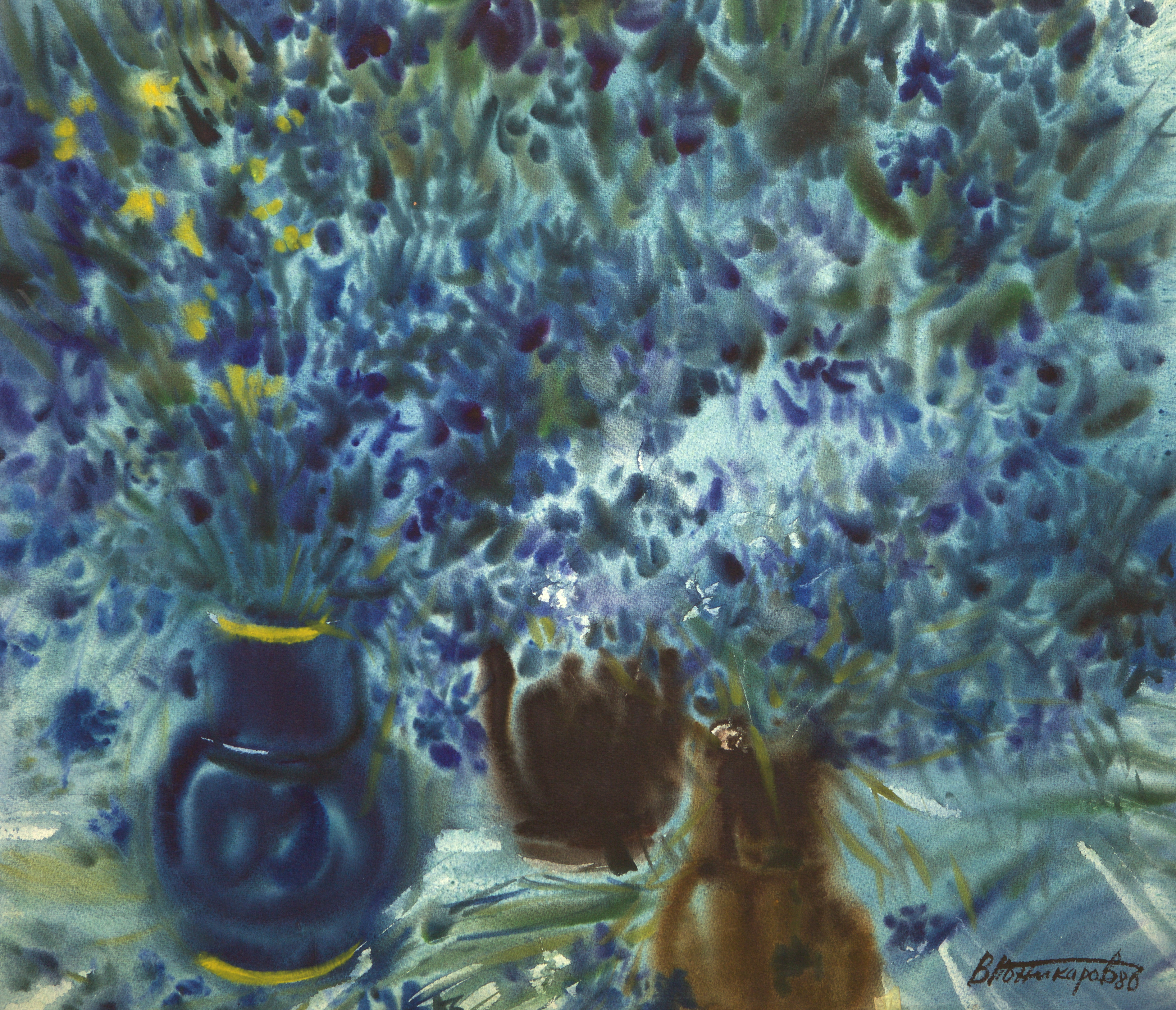
«Fleurs bleues», (78х67.5, 1980)
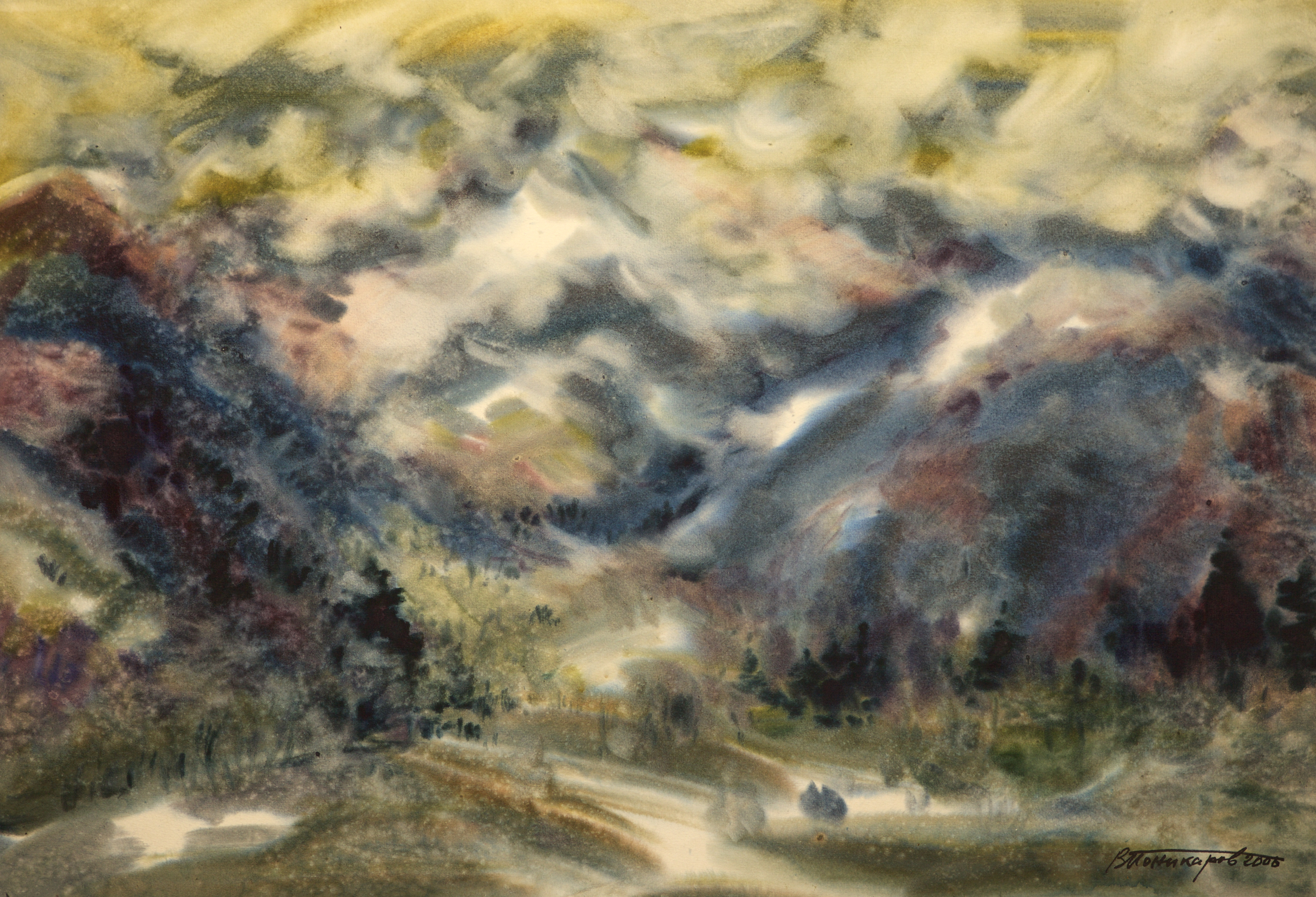
«Pentes, montagnes, printemps», (98х68, 2006)
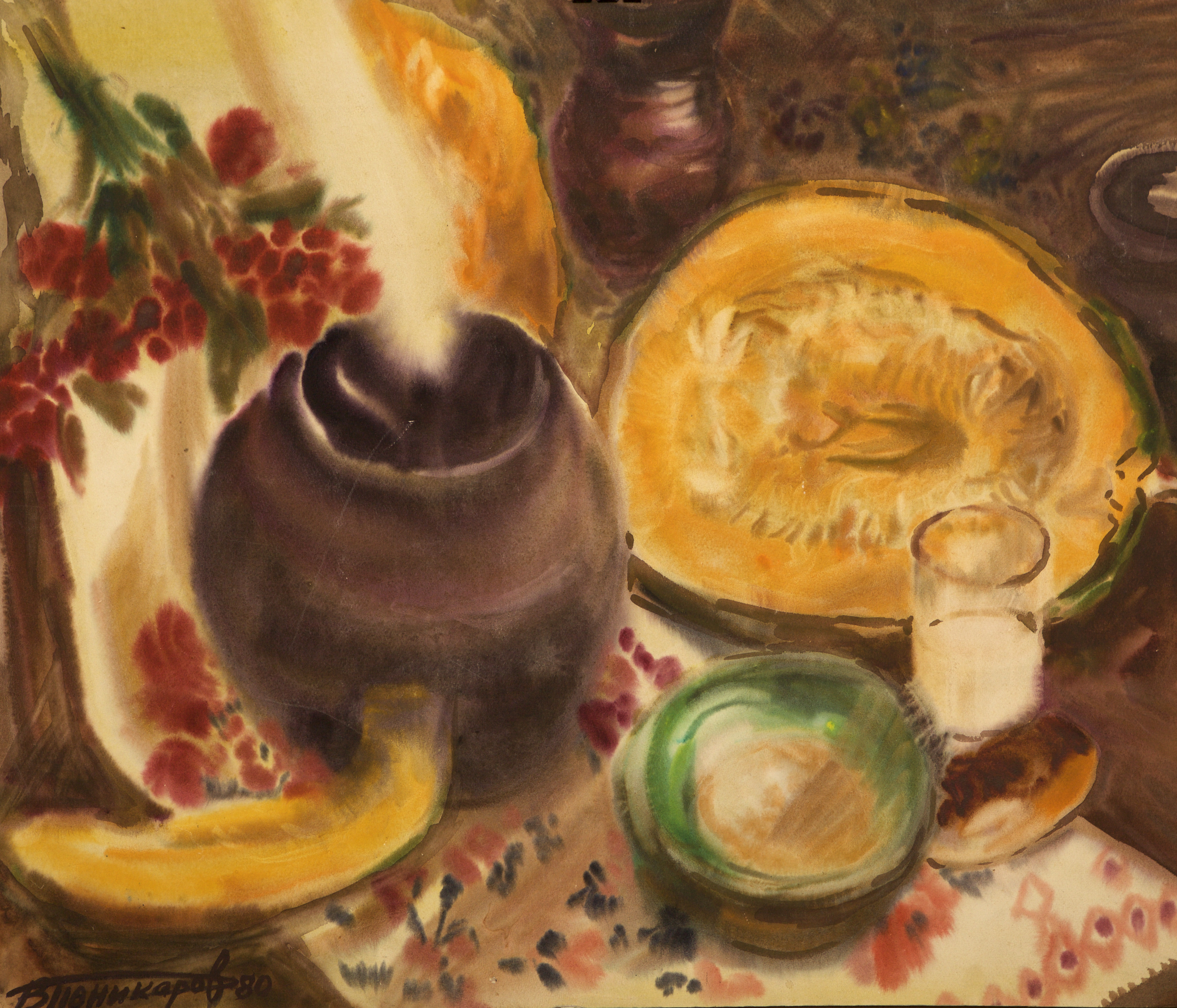
«Cucurbita, viorne», (69х60, 1980)
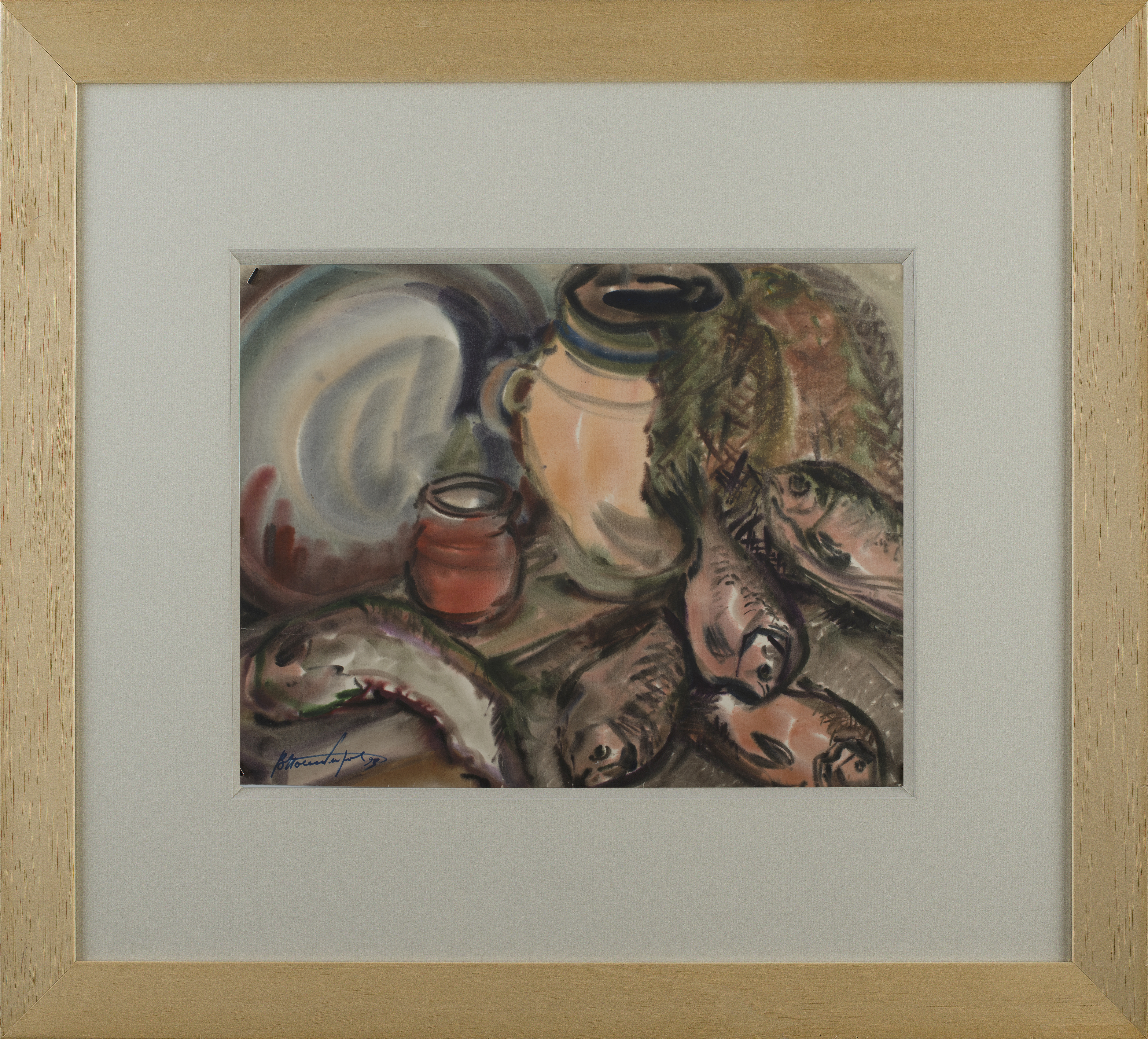
«Nature morte avec poisson», (1993)
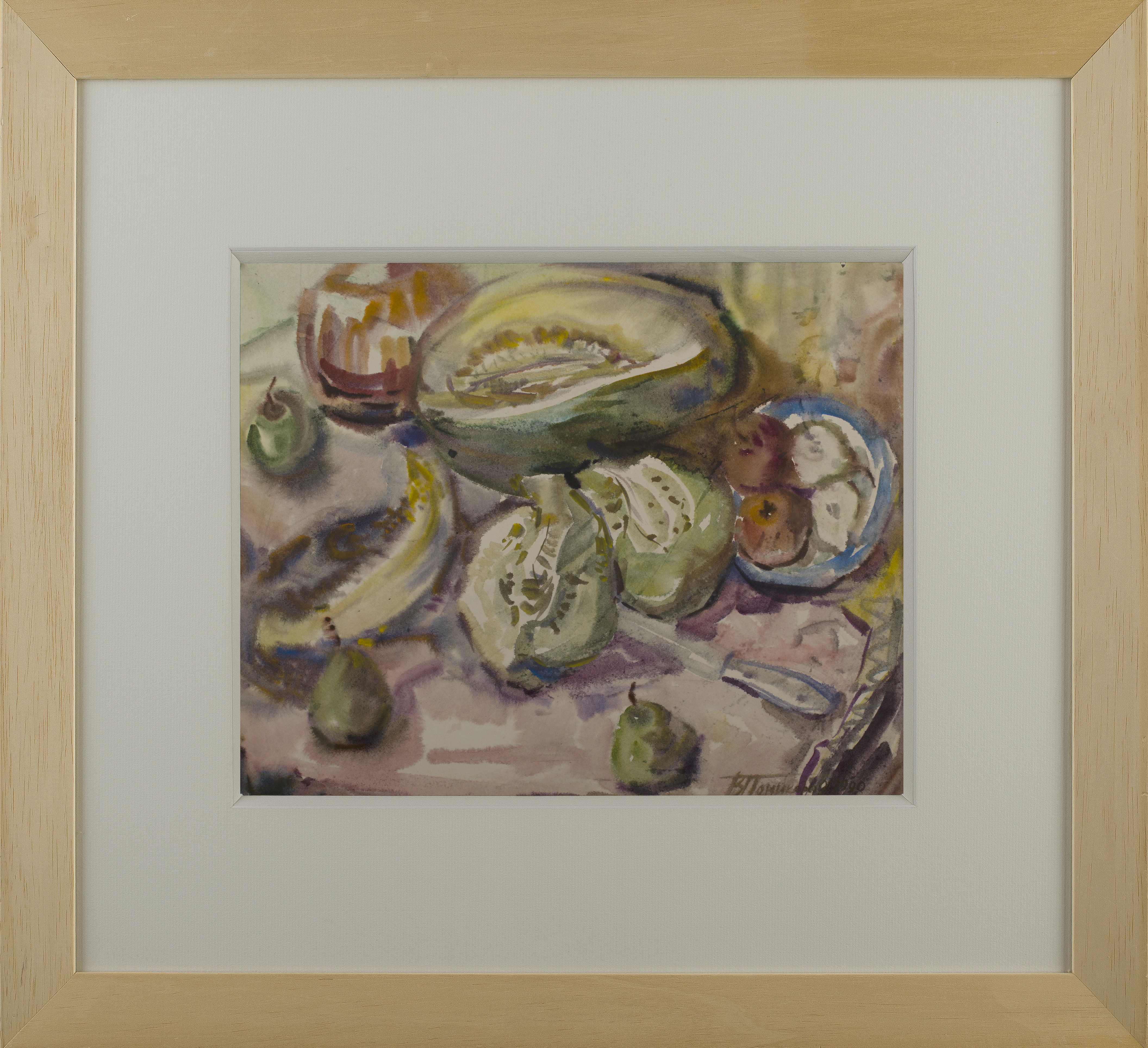
«Nature morte, melon», (1990)
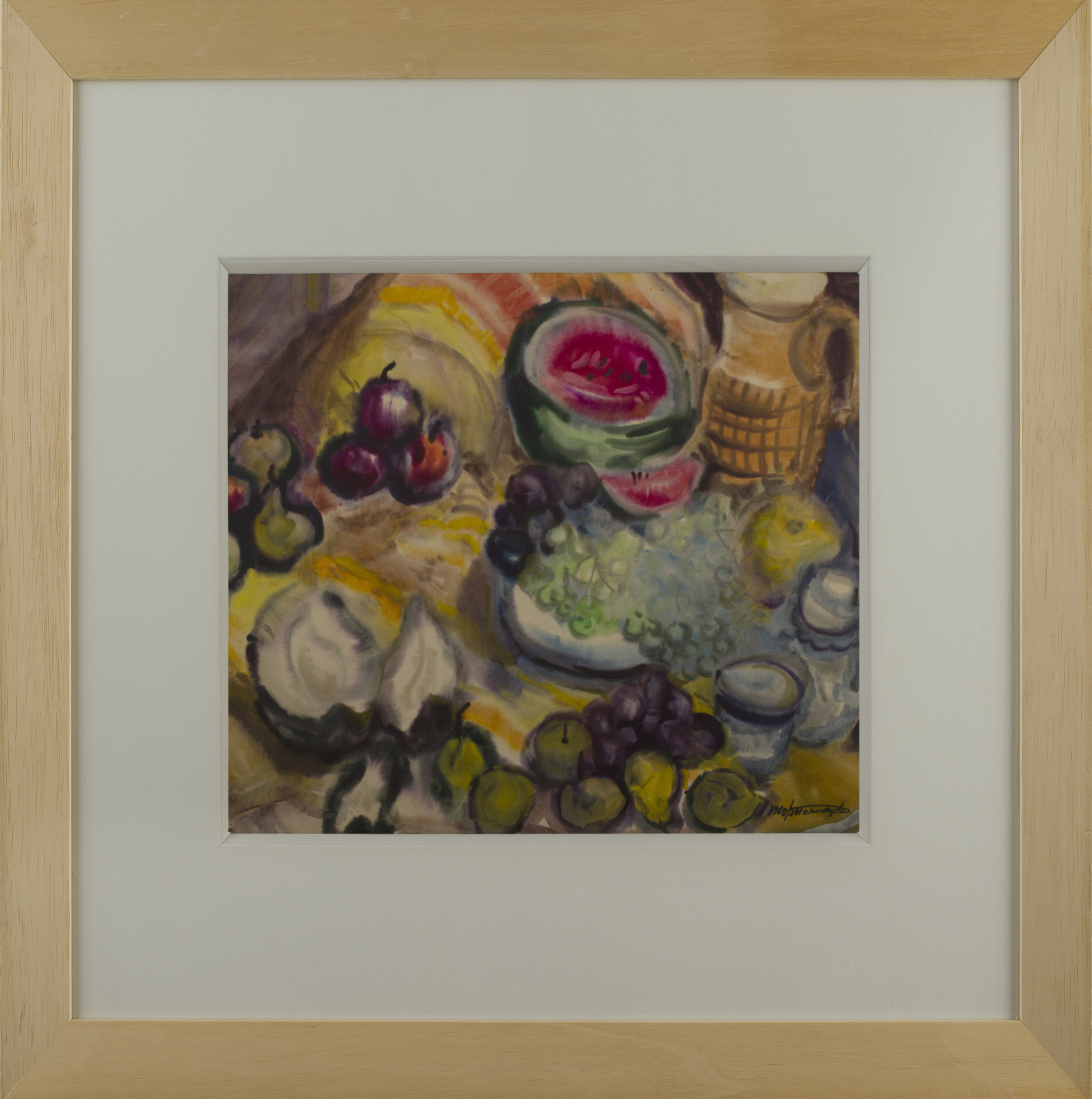
«Nature morte, fruits», (1980)
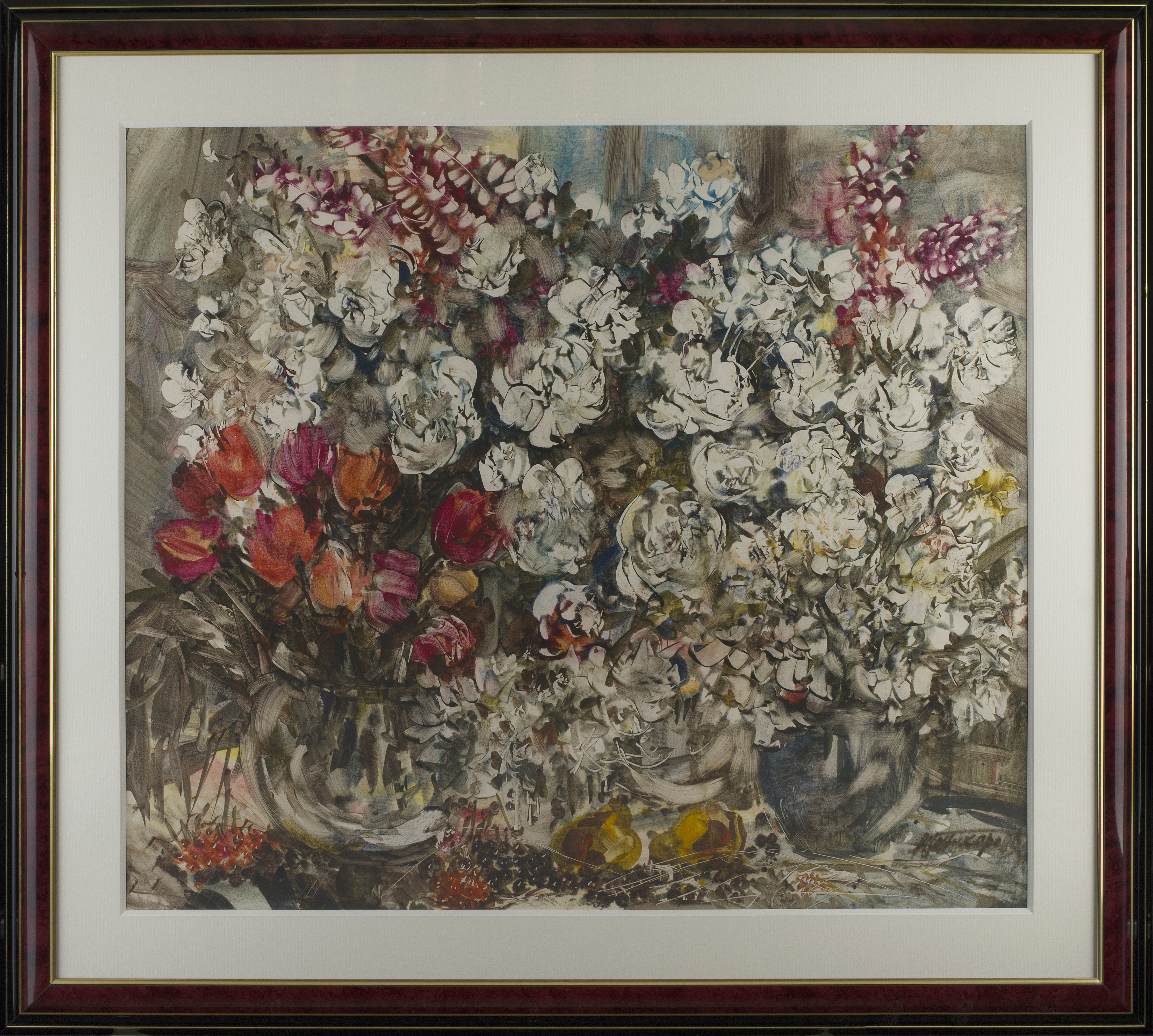
«Pivoines», (1994)
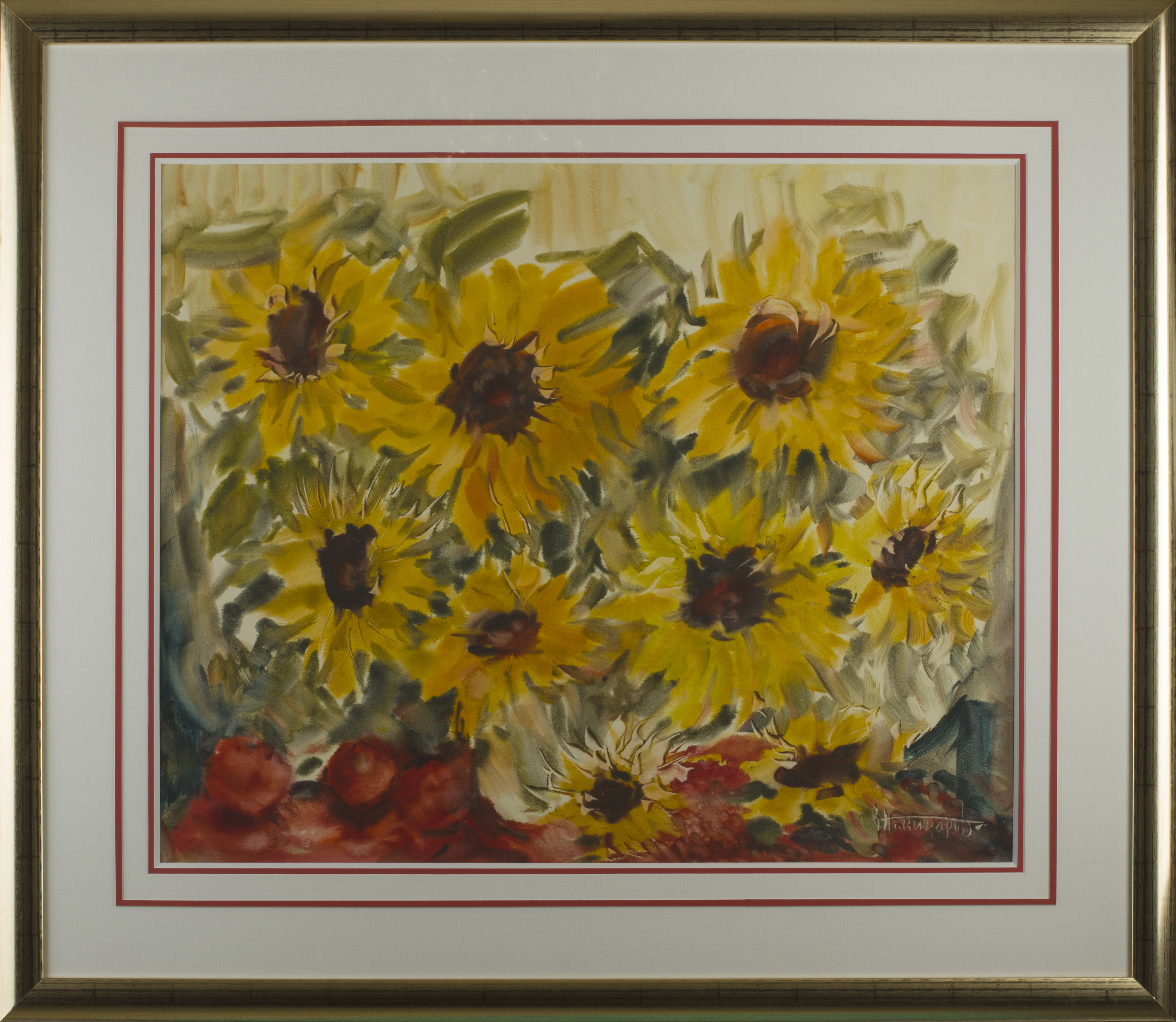
«Tournesols», (2005)
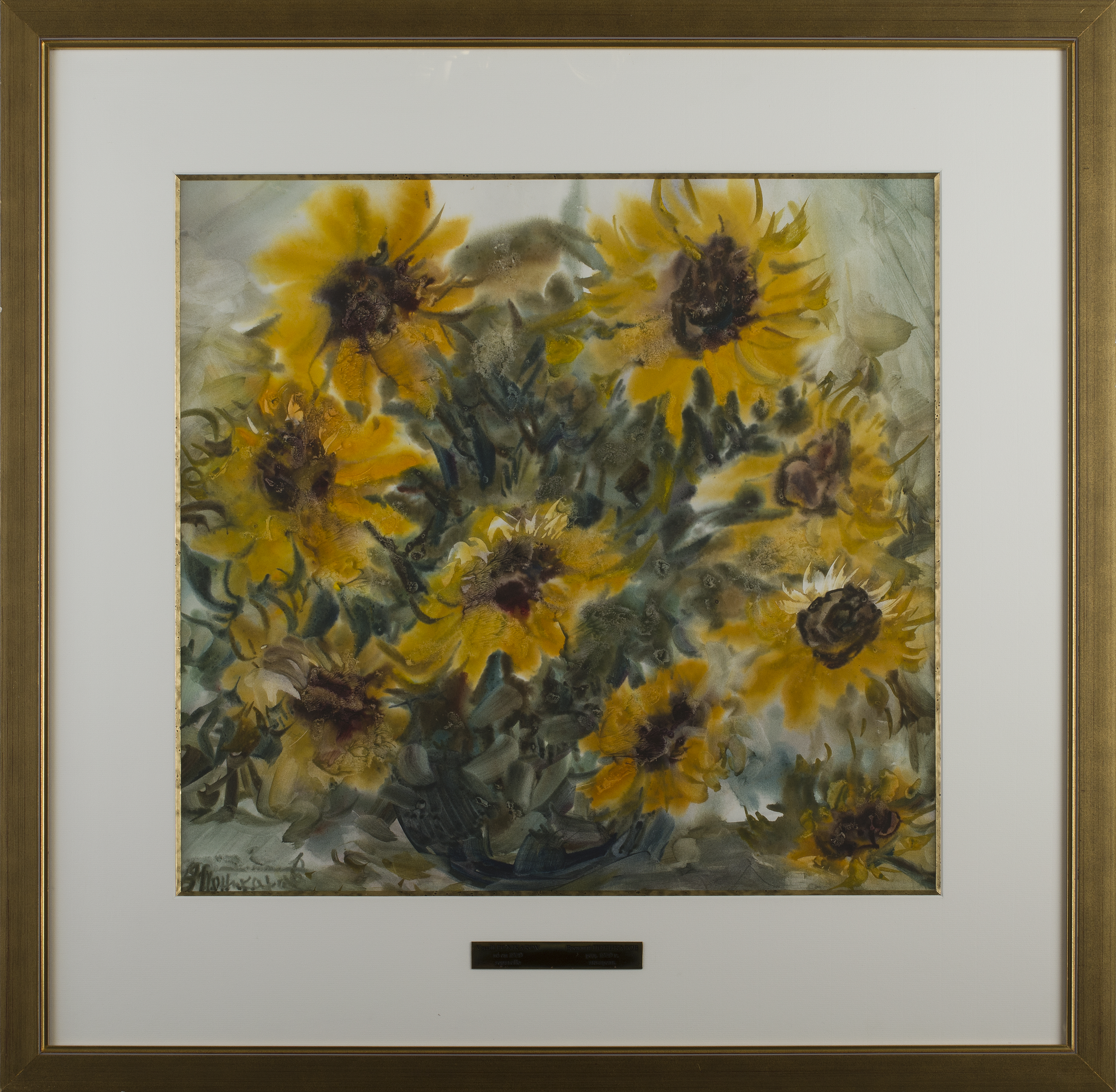
«Tournesols»
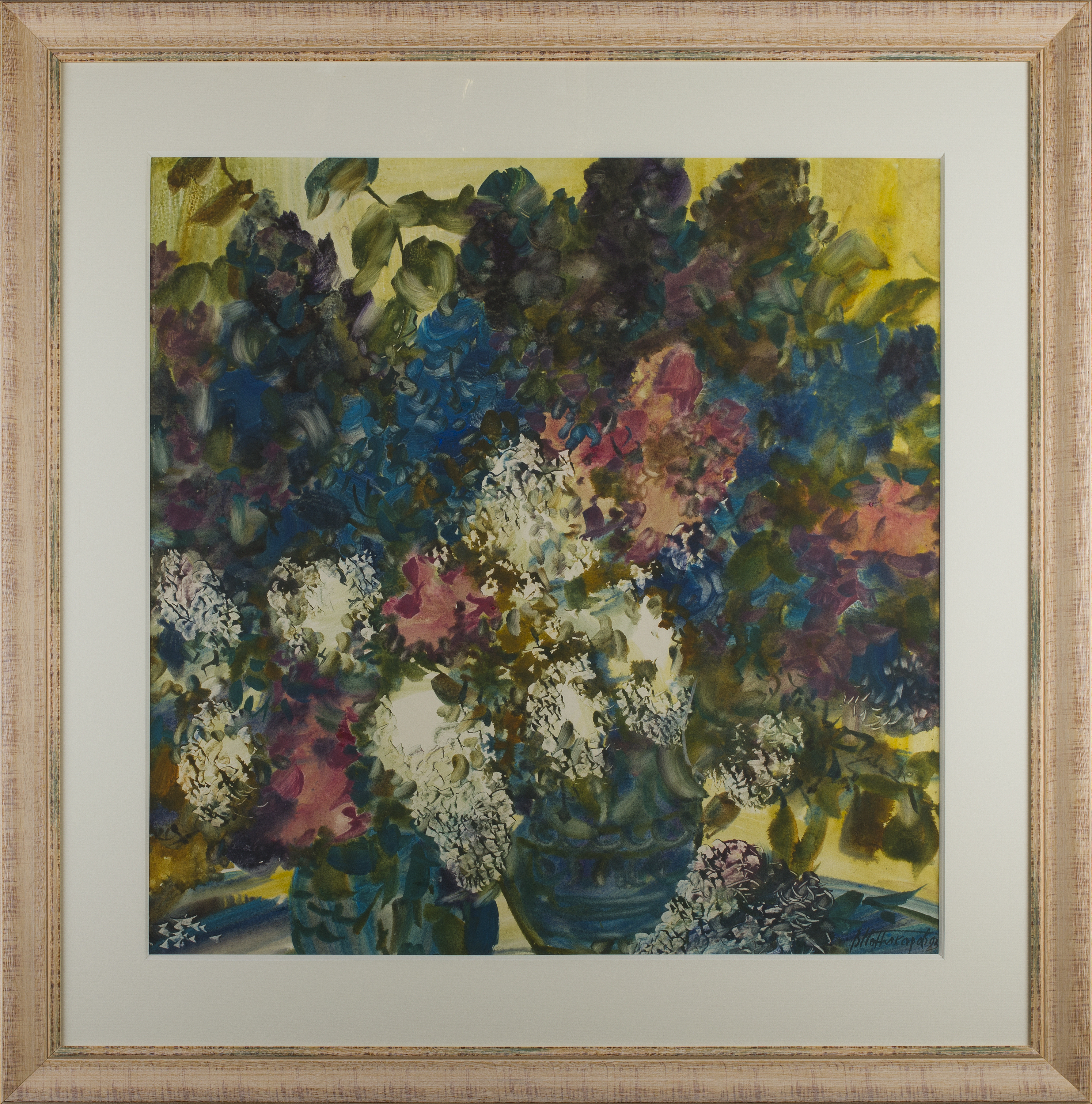
«Lilas», (1993)
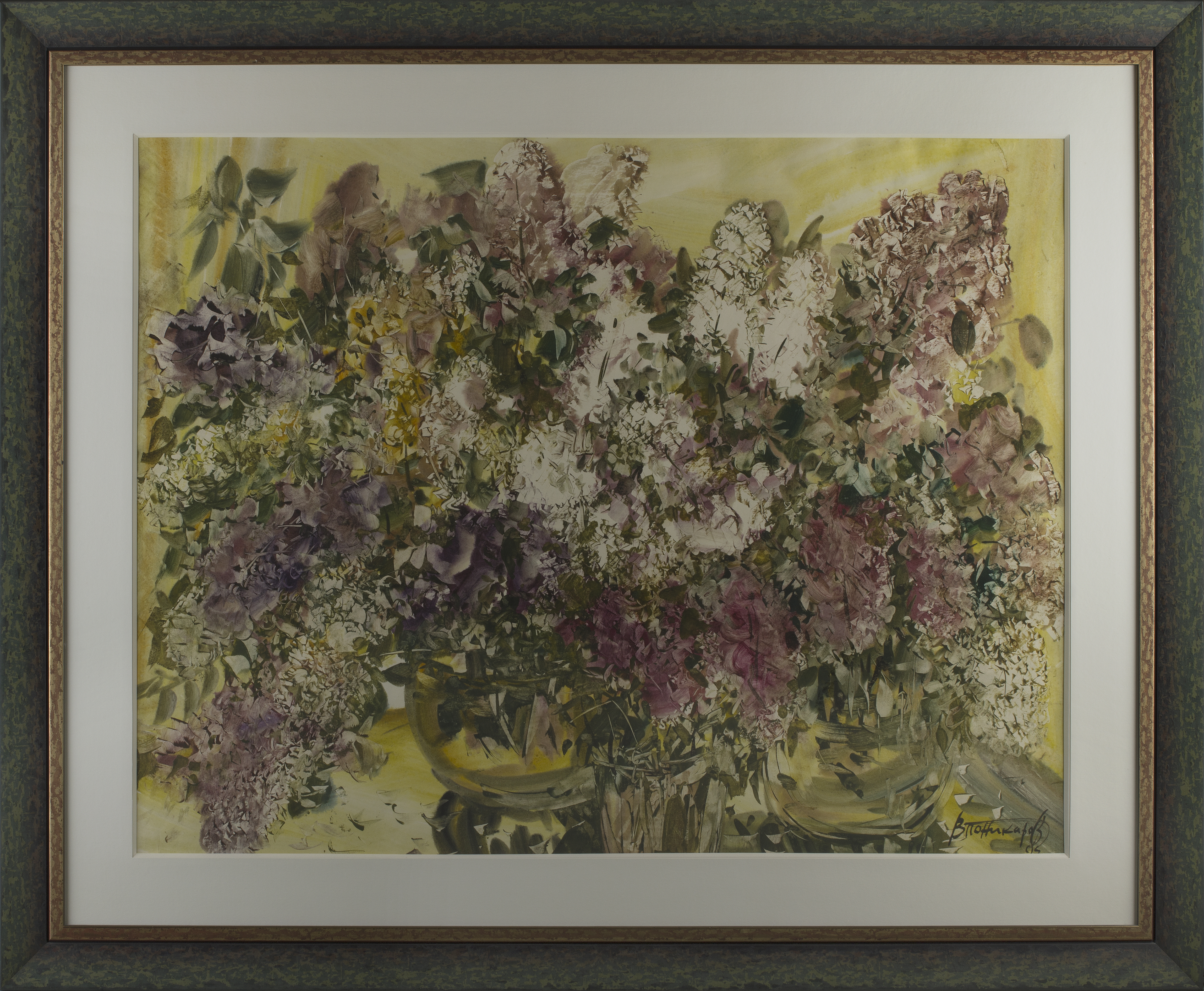
«Lilas», (1995)
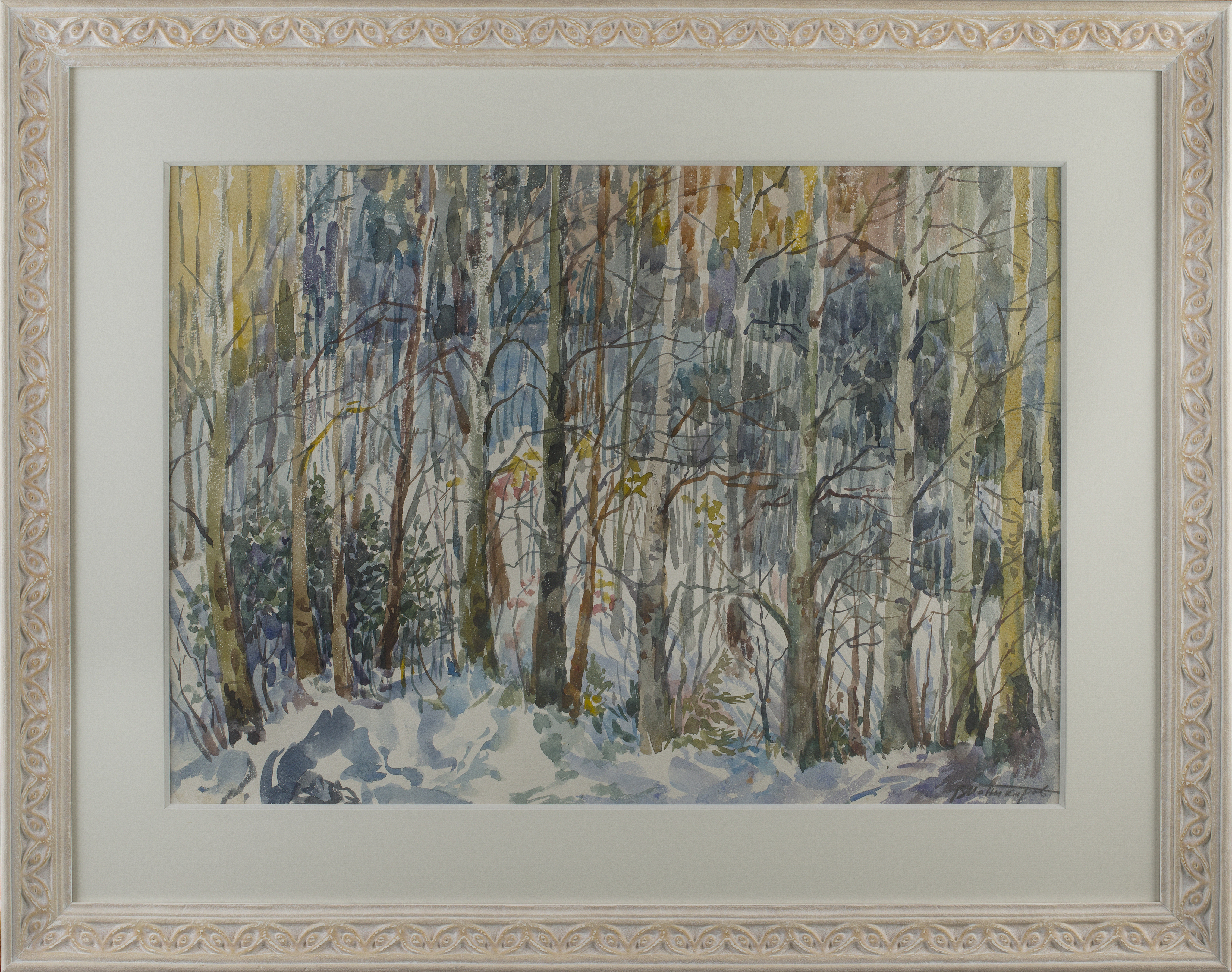
«Bouleaux neigeux»
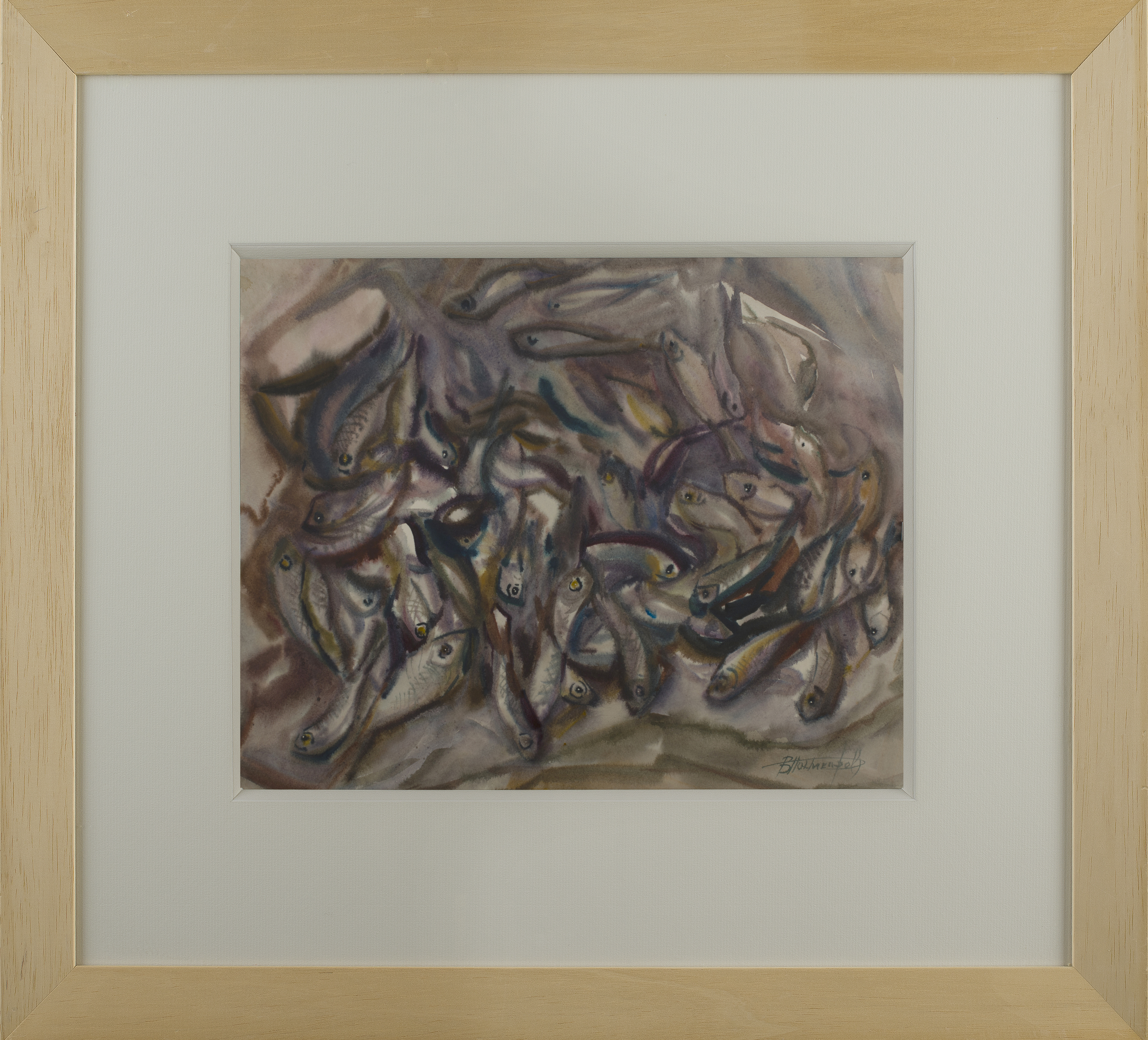
«Kilka»
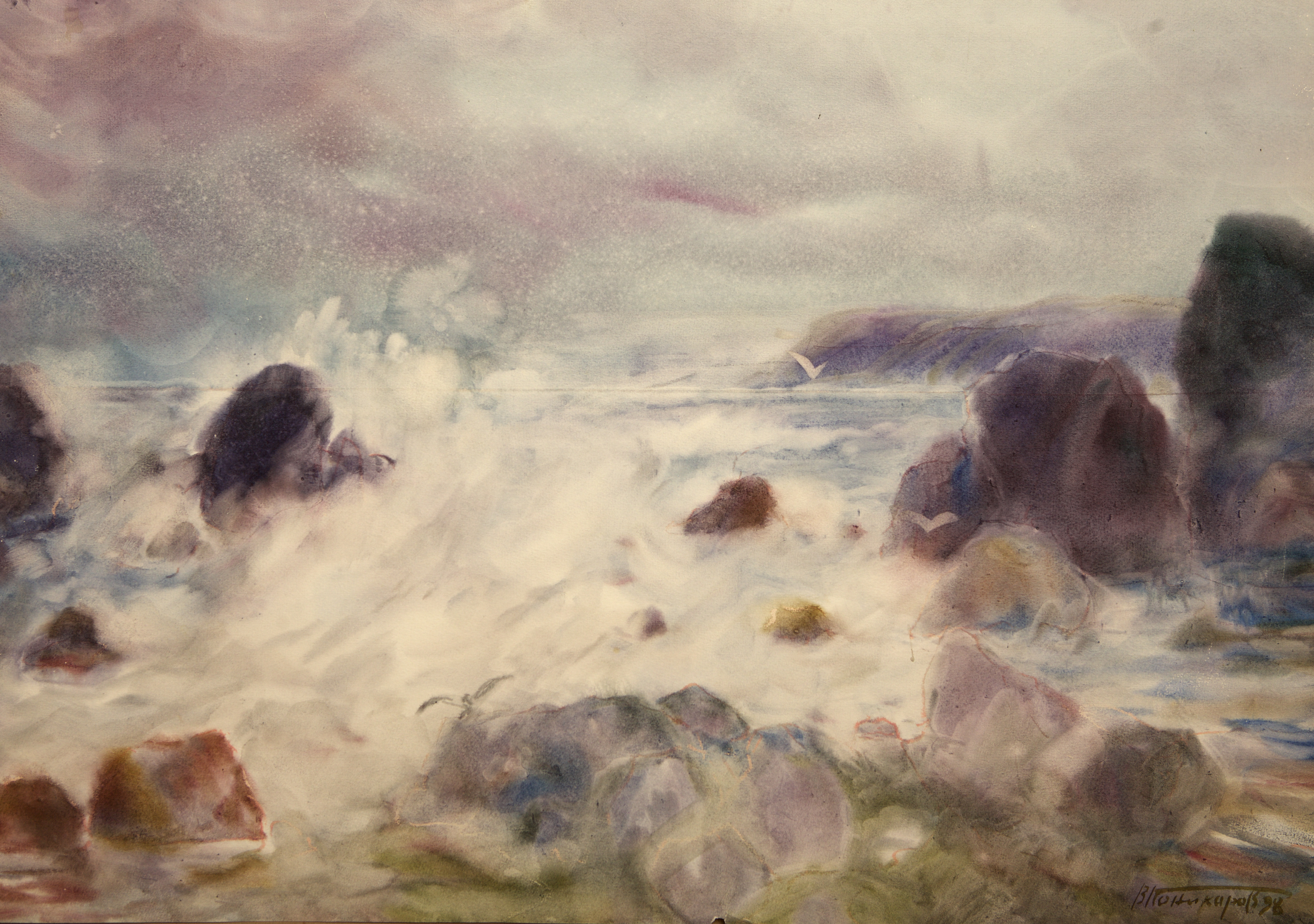
«Tempête, pierres», (97х69, 1998)
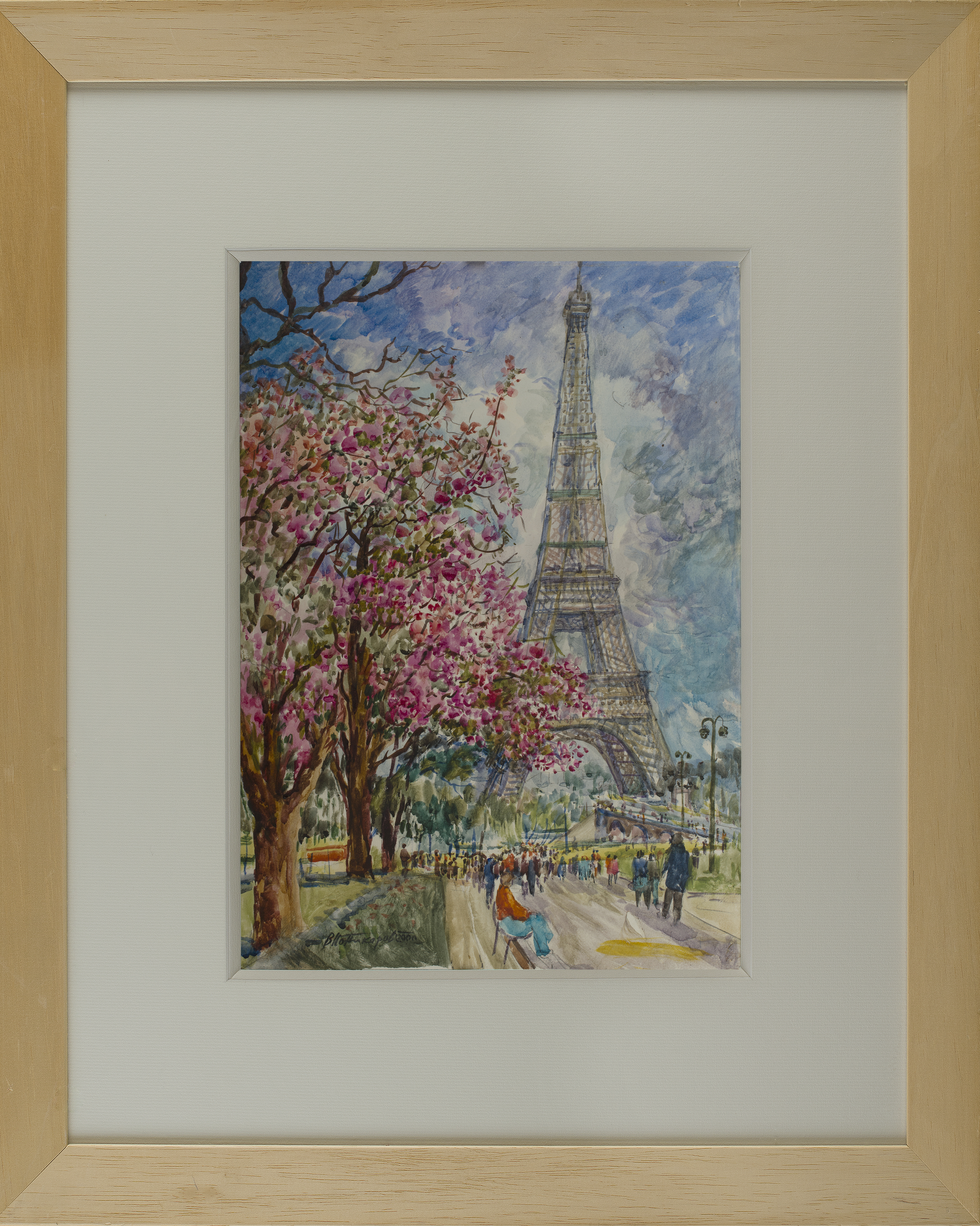
«Tour Eiffel», (2000)

## Prix et récompenses
- 1998 — Maître de l'Aquarelle, diplôme du programme "Maîtres d'or d’Odessa", Odessa
- 1998 — Grand Prix du Salon de l'aquarelle de Montgermont, commune de Montgermont, France[11],[12]
- 2002 — Lauréat dans la nomination "Peintre de l'année" au concours "Reconnaissance nationale", Odessa
- 2005 — Participant du Salon de l'aquarelle de Belgique, certificat de participation, Namur, Belgique[13]
- 2005 — Peintre émérite de l'Ukraine, titre[14],[15]
- 2007 — Lauréat du concours "Tes noms, Odessa!" dans la nomination "Meilleures œuvres d'art (art graphique)"
- 2012 — Lauréat du concours "Duc diamantin", diplôme du lauréat du concours "Duc diamantin" de Richelieu dans la nomination "Peinture, art graphique" projet "Sauve et garde", Odessa[16]
- 2014 — Participant de l'exposition "Lumière de l'harmonie", diplôme du participant de l'exposition, organisée dans le cadre du projet international "Monde sans frontières"», Moscou, Russie
- Participant de l'exposition "Peintres de marines d’Odessa — au Jour de Saint-Nicolas", diplôme, Odessa

## Expositions

### Expositions personnelles
- 1984 — Odessa
- 1986 — Odessa
- 1987 — Kiev
- 1999 — au Musée d'art occidental et oriental, Odessa
- 2002 — au Musée des Beaux-arts d'Odessa (en)
- 2004 — à la galerie du club "Windrose", Oberursel, Allemagne[17]
- 2005 — Oslo, Norvège
- 2006 — au salon d’art de l'Union des peintres, Odessa
- 2008 — à la galerie du Club international des Odessites (ru), Odessa
- 2009 — l'exposition consacrée au 80e anniversaire du peintre au Musée d'art occidental et oriental, Odessa
- 2010 — à la galerie "Sady Pobedy"(russe : "Сады Победы"), Odessa
- 2011 — au Musée d'art occidental et oriental, Odessa

### Expositions d'œuvres des peintres d'Odessa
- 1969 — Szeged, Hongrie
- 1970 — Bulgarie
- 1974 — Italie
- 1974 — exposition "Odessa - Marseille", Italie
- 1976 — Gênes, Italie
- 1977 — Szeged, Hongrie
- 1977 — Bulgarie
- 1977 — Baltimore, États-Unis
- 1980 — Szeged, Hongrie
- 1981 — Gênes, Italie
- 1985 — Genève, Suisse
- 1987 — Finlande
- 1990 — Gênes, Italie
- 1991 — au Fonds Soviétique de la Culture, Moscou, Russie
- 1992 — New York, États-Unis
- 1992 — à l’Ambassade du Japon (en), Moscou, Russie
- 1993 — au "Centre russe", Jérusalem, Israël
- 1996 — Mexique

### Expositions "Ukraine pittoresque"(ukrainien:"Мальовнича Україна")
- 2002 — Maison ukrainienne, Kiev
- 2003 — Musée national d'art d'Ukraine, Kiev
- 2007 — Musée national d'art d'Ukraine, Kiev

### Autres expositions
- 1977 — Exposition d'aquarelles des peintres d’Odessa, Bulgarie
- 1982 — Exposition "Art contemporain d'Odessa", Gênes, Italie
- 1997 — "Maîtres d'or d’Odessa", Musée des Beaux-arts d'Odessa
- 1997 — "Art contemporain de l'Ukraine", Musée national d'art d'Ukraine, Kiev
- 1998 — Salon de l'aquarelle de Montgermont, commune de Montgermont, France[11],[12]
- 1999 — Exposition des collections privées d'aquarelles, Paris, France
- 2000 — Exposition des peintres de marines, Galerie Marine, Odessa
- 2001 — Salon international de l'aquarelle de Trégastel, commune de Trégastel, France
- 2005 — Salon de l'aquarelle de Belgique, exposition internationale, Namur, Belgique
- 2009 — Exposition et programme culturel "Art-alphabet ou Montmartre d’Odessa", Odessa
- 2009 — Exposition-projet "Jeu des couleurs et des formes ", Steinbach, Allemagne
- 2010 — Exposition itinérante "Voyageuse" (russe : "Путешественница") consacrée au Jour du Land de Hesse, Oberursel, Allemagne
- 2014 — Exposition "Lumière de l'harmonie", projet international "Monde sans frontières", Moscou, Russie

### Expositions après la mort du peintre
- 2015 — Exposition personnelle, Forum international Eurowoman 2015, Tbilissi et Batoumi, Géorgie
- 2015 — Exposition consacrée au Jour d'Odessa, projet d'art "Magnifique opéra", Odessa[18]
- 2015 — Forum européens des Collectionneurs, Kiev[19]
- 2015 — Exposition personnelle «Transparence de la fleur»(ukrainien : "Прозорість Квітки"), Galerie d'art de madam Palmgren, Lvov
- 2016 — Exposition personnelle à la Galerie du Club international des Odessites, Odessa[20]
- 2016 — Exposition personnelle, vente aux enchères caritative, au Musée d'Art occidental et oriental, Odessa

## Œuvres qui se trouvent dans les collections

### Œuvres qui se trouvent dans les musées
- Musée des Beaux-arts d'Odessa (en)[21],[22],[23]
- Musée d'art de Kharkov[21],[22],[23]
- Musée-archive central de la littérature et des arts d'État de l'Ukraine (ru), Kiev[21],[22],[23]
- Musée ethnographique de Marioupol
- Musée ethnographique de Prylouky (uk)[23]
- Musée Souvorov d'Izmaïl (ru)
- Musée d'art marin d’Otchakiv[23],[24]
- Musée des arts plastiques de Charhorod[23],[25]
- Musée International de l'Aquarelle, Fabriano, Italy[26]

### Œuvres qui se trouvent dans les institutions publiques
- Académie nationale de musique Antonina Nejdanova d’Odessa
- Hôpital municipal de Kiev des anciens combattants de la Grande Guerre patriotique (uk)
- Hôpital régional de Kherson pour enfants[23],[27]
- Institut d'oto-rhino-laryngologie Alekseï Kolomiïtchenko, Kiev[23],[28]
- Institut national de la chirurgie cardio-vasculaire Nikolaï Amosov (ru), Kiev
- Lycée-internat de sport de Kiev (uk)
- Palais des pionniers et des écoliers de Rivne[23],[29]

### Œuvres qui se trouvent dans les galeries et collections privées
- Atelier de Vassili Ponikarov, Odessa[30]
- Collectionneur de peintures Yves Mouden, Brest, France